# Fotografie v Japonsku

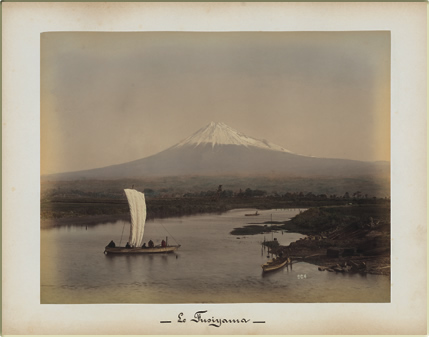
Kimbei Kusakabe: Pohled na horu Fudži, ručně kolorovaná albuminová fotografie, 1880

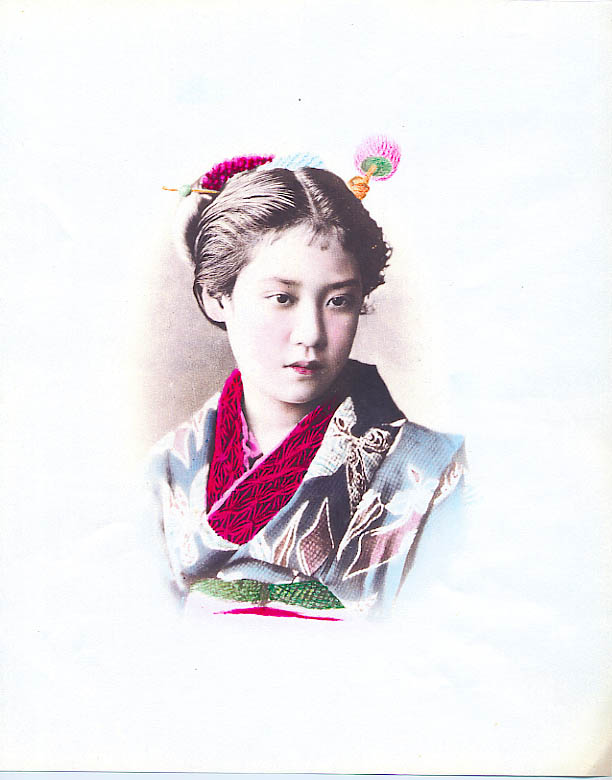
Dcera úředníka, portrét připisovaný Adolfu Farsarimu, Kimbeiovi Kusakabemu i Raimundovi von Stillfriedovi

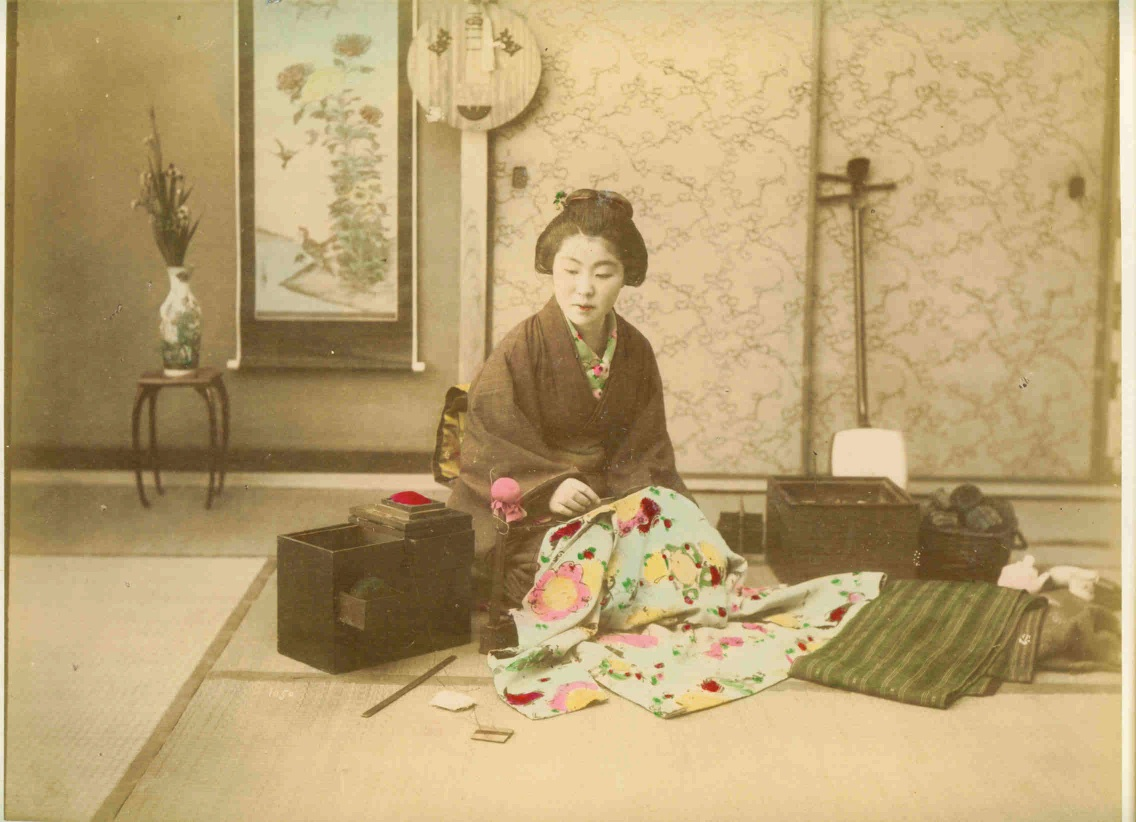
Kazumasa Ogawa: Švadlena, ručně kolorovaná albuminová fotografie, 21,3 x 28,5 cm, asi 1880

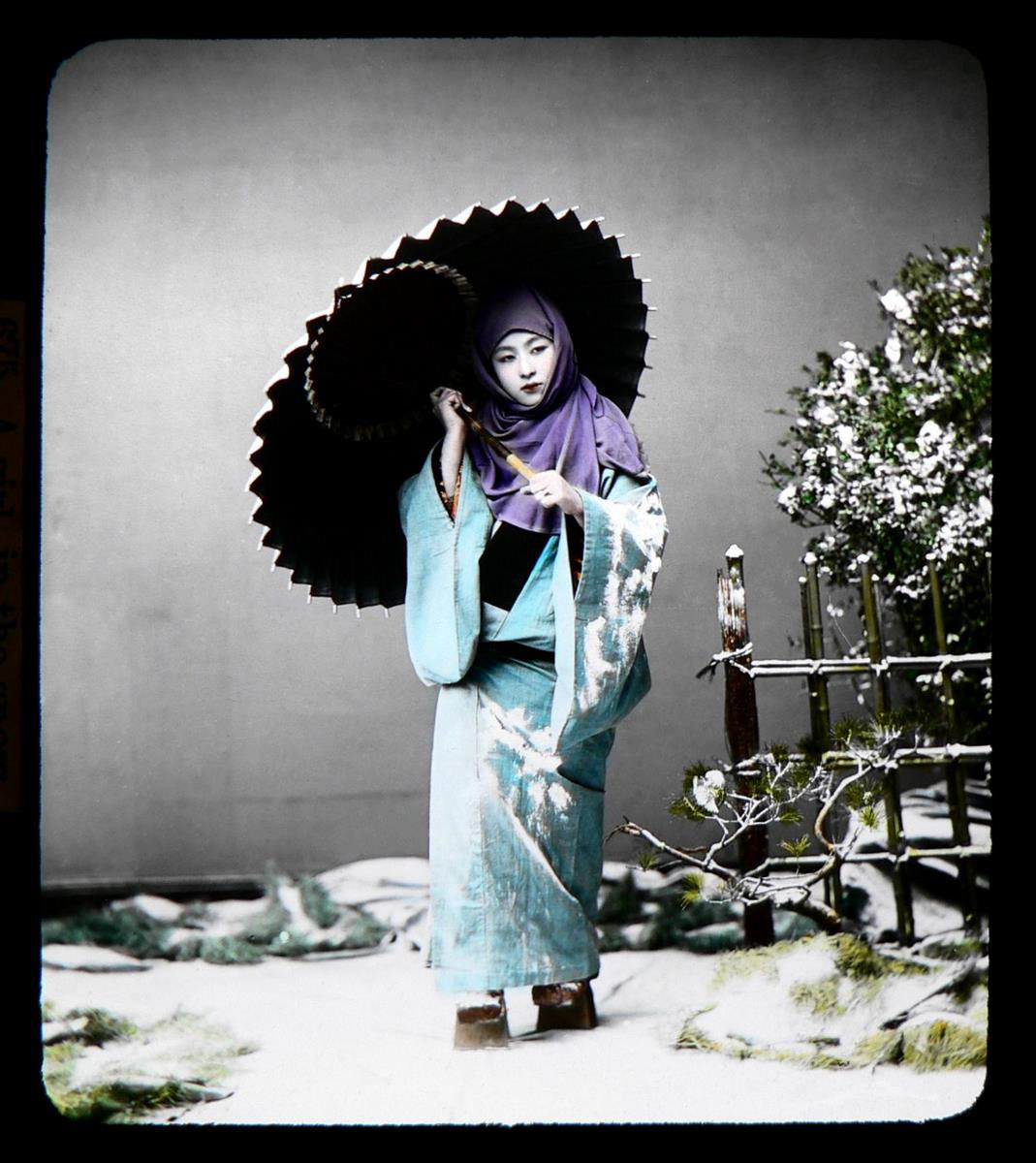
T. Enami: Dívka s deštníkem ve sněhu

Jako v mnoha zemích byl vývoj techniky, řemesla a umění fotografie v Japonsku mimo jiné důsledkem změny technologie, zlepšování ekonomických podmínek a míry uznání fotografie jako svéprávné formy umění. Fotografie se v Japonsku vyvíjela za silné spoluúčasti a zájmu od počátků tohoto umění k úspěchům značného počtu Japonců ve světě fotografie do dnešních dní. Situaci ovlivnila izolace země, která byla stranou od okolního světa až do roku 1854. Jedním z průkopníků fotografie byl Švýcar Pierre Rossier, kterého na východ poslala londýnská firma Negretti and Zambra. Do tohoto umění zasvětil fotografy jako byli Ueno Hikoma, Kuwadžiró Horie nebo Genzó Maeda. První evropští turisté sem začali připlouvat v 70. letech 19. století a fotografie se začala rozvíjet komerčně. Pečlivě kolorované snímky zobrazovaly nejen staré Japonsko a jeho památky, ale také japonské zvyky, portréty japonských krasavic a samurajů. Přibližně 80. léta v japonské fotografii byla mezníkem, kdy začalo tvořit více japonských fotografů, například Kazumasa Ogawa, Adolfo Farsari, Raimund von Stillfried, Kimbei Kusakabe, Šin’iči Suzuki nebo Kózaburó Tamamura. Byli to oni, kdo připravili cestu pro tuto rychle rostoucí profesi během druhé poloviny 19. století. Fotografie v Japonsku byla časem přijata jako umělecká forma a dnes se japonští fotografové aktivně účastní na klíčových výstavách po celém světě.
V Japonsku se nachází celá řada předních světových výrobců klasických i digitálních fotoaparátů a fotografické optiky, nespočet fotografických organizací a každoročně je udělováno několik fotografických ocenění.

## Historie
Japonsko se po izolaci otevřelo světu v roce 1854, v sedmdesátých let do země začali připlouvat první Evropané a začínal se tu rozvíjet fotografický průmysl – nové médium, které znázorňovalo Japonsko tak, jak by si ho poté představovali jeho návštěvníci. Za dvacet let vznikl obrovský rozmach zájmu o japonská fotoalba, která zpodobovala nejen staré Japonsko a jeho památky a podobně, ale také japonské zvyky, portréty japonských krasavic a samurajů.

Jako náměty pro svá díla si fotografové vybírali veduty známých míst nebo se věnovali studiovým záběrům představujícím místní tradice i lidské typy. Jejich typickým znakem bylo pečlivé ruční kolorování a albuminový papír opatřený názvem a firemní značkou.
Pierre Joseph Rossier (1829 – mezi 1883 a 1898) byl švýcarský průkopník fotografie a důležitou osobností v rané historii fotografie nejen díky svým snímkům, ale také kvůli zásadnímu vlivu jeho učení v počátcích japonské fotografie. Působil v Asii několik let, produkoval první obchodní fotografie v Číně, Filipínách, Japonsku a Siamu (nyní Thajsko). Byl prvním profesionálním fotografem v Japonsku, kde učil fotografy jako byli Ueno Hikoma, Kuwadžiró Horie (1831–1866), Genzó Maeda (1831–1906), ale i řadu méně známých příslušníků první generace japonských fotografů. Fotografoval převážně na albuminový papír, zhotovoval stereofotografie a carte de visite, komponoval portréty, městské scenérie a krajiny.
Přibližně 80. léta v japonské fotografii byla mezníkem, kdy začalo tvořit více japonských fotografů, například Kazumasa Ogawa (1860–1929), Adolfo Farsari (1841–1898), Raimund von Stillfried (1839–1911), Kimbei Kusakabe (1841–1934), Šin’iči Suzuki (1835–1918) nebo Kózaburó Tamamura (1856–1923?). Přiřazení autorství fotografií autorovi nebo jeho studiu jen podle názvu se ukázalo jako obtížné. Je to částečně způsobeno vzájemným získáváním negativů mezi fotografy, a skutečností, že lidé kupující tyto fotografické suvenýry je sháněli často z různých ateliérů a pak je vkládali do společného alba. Například portrét Dcery úředníka se připisuje zároveň Adolfu Farsarimu, Kimbeiovi Kusakabeovi i Raimundovi von Stillfriedovi.
Ueno Hikoma (1838–1904) byl průkopníkem japonské fotografie známý jako otec japonské fotografie. Je známý svými jemnými portréty, často významných japonských a zahraničních osobností a svými krajinářskými fotografiemi z Nagasaki a okolí. Ueno byl vůdčí postavou japonské fotografie devatenáctého století jak komerčně tak i umělecky úspěšný fotograf a instruktor. Do historie žánru suvenýrové fotografie se významně zapsala celá řada tehdejších fotografů na východě, například Adolfo Farsari, Kimbei Kusakabe, Raimund von Stillfried a řada dalších.
Adolfo Farsari (1841–1898) byl italský fotograf, který pracoval v Jokohamě. Mezi jeho motivy patří zejména portréty, krajiny a typické stavby japonské architektury. Po krátké vojenské službě, včetně americké občanské války, se stal úspěšným podnikatelem a komerčním fotografem. Jeho fotografická práce byla vysoce ceněna, zvláště jeho ručně kolorované portréty a krajiny, které prodával převážně zahraničním obyvatelům i návštěvníkům země. Farsariho snímky byly široce distribuovány, prezentovány nebo publikovány v knihách a časopisech, někdy také jinými umělci a v jiných sdělovacích prostředcích, které formovaly zahraniční vnímání lidí a míst Japonska a do jisté míry ovlivnily také to, jak Japonec viděl sám sebe ve své zemi. Jeho studio, jedno z posledních pozoruhodných cizích studií v Japonsku, bylo jednou z největších a nejplodnějších komerčních fotografických firem v zemi. Především díky vysoké úrovni technických norem Farsariho a jeho podnikatelské schopnosti měla jeho práce významný vliv na vývoj fotografie v Japonsku.
Kazumasa Ogawa (1860–1929) byl významným publicistou, tiskařem, producentem suvenýrových, krajinářských a portrétních fotografií v Japonsku na konci 19. století. Stal se významným v oboru fotomechanického tisku. V roce 1884 otevřel první fotografický ateliér v Tokiu. O čtyři roky později založil firmu na výrobu suchých fotografických desek, v roce 1889 založil první japonský podnik, který tiskl metodou světlotisku. Pracoval jako editor pro Šašin Šinpó (写真新報, Fotografický časopis) jediný dostupný fotografický časopis v té době a byl zakládajícím členem Japonské fotografické společnosti, která sbírala fotografie amatérů z celého Japonska. V roce 1891 pořídil 100 snímků nejatraktivnějších tokijských gejš u příležitosti oslav otevření mrakodrapu Rjóunkaku. V červenci roku 1891 uspořádal výstavu 100 albuminových portrétů gejš u příležitosti otevření mrakodrapu a návštěvníci hlasovali o nejoblíbenější gejšu. Portréty vytiskl v několika knihách. Jeho žákem a později asistentem byl T. Enami.
T. Enami (1859–1929) v roce 1892 otevřel vlastní fotografické studio v Jokohamě. Jen o několik dveří opodál se nacházelo studio tehdy už dobře známého Kózaburóa Tamamury, autora snímků zvaných Jokohama šašin – velmi úspěšné série ručně kolorovaných fotografií, se kterým v průběhu několika let spolupracoval. Postupně se stal jedním z mála fotografů své doby, kteří pracovali ve všech populárních formátech, včetně výroby velkoformátových fotografií sestavených do takzvaného legendárního alba „Yokohama Albums". Postupem času se z něho stal nejplodnější japonský fotograf v oblasti fotografií malého formátu jako jsou stereofotografie a skleněných diapozitivů. Nejlepší z nich byly ručně jemně kolorované. Jeho snímky se objevovaly v různých knihách a časopisech s miliónovým nákladem. Série japonských stereofotografií nejméně tří velkých amerických vydavatelů se skládá výhradně ze snímků T. Enamiho.
Dalším průkopníkem byl Japonec Jokojama Macusaburó, který se věnoval také litografii a výuce fotografie. Je autorem celé řady autoportrétů a v 80. letech 19. století vymyslel techniku šašin abura-e (寫眞油繪 v dobovém zápisu 写真油絵 v moderním zápisu) neboli fotografický olejový obraz. Při jejich výrobě se odstranila papírová podložka fotografie a na zbývající emulzi se pak malovalo olejovými barvami. Yokoyama s použitím této techniky vytvořil řadu děl. Bylo pak těžko rozeznat, zda se jedná o fotografii nebo olejomalbu. Byl prvním japonským fotografem, který vážně usiloval o stereofotografii. Rané snímky zařízení jeho ateliéru ukazují sedm kamer, z nichž dvě jsou stereoskopické.
Katalog fotoateliéru Kimbeie Kusakabeho nabízel výběr z více než dvou tisíc motivů, představoval většinou pohlednice z populárních destinací, ale významnou roli suvenýrových fotografií hrály také portréty. Celkem 416 motivů z katalogu Views & Costumes of Japan. Beautfully Colored Transparencis, Magic Lantern Slides z roku 1893 ukazují tradiční japonské zvyky. Z nich absolutní většinu tvoří výhradně ženy při různých aktivitách, které byly běžné na suvenýrové fotografii. V 60. a na počátku 70. let byl asistentem Felice Beata a pravděpodobně pomáhal také Raimundovi von Stillfriedovi. Ručně koloroval jejich snímky do doby, než si v roce 1881 otevřel svou vlastní dílnu v Jokohamě ve čtvrti Benten-dóri. Kolem roku 1885 získal negativy Felice Beata a Stillfrieda a také Kuičiho Učidy. Kusakabe získal také některé negativy Hikomy Uena města Nagasaki. Od roku 1889 pak působil ve čtvrti Honmači a založil další pobočku v tokijské čtvrti Ginza. Jeho rukopis suvenýrových fotografií kopíruje styl práce Beata i Stillfrieda. V jeho nabídce fotografií však byla nalezena i díla z negativů jiných autorů – Kimbei kopíroval Beata, Stillfrieda i Adolfa Farsariho. Fotografie kopíroval na albuminový papír a ručně koloroval. Mnohé z nich mají na negativu anglicky natištěný titulek a katalogové číslo.
Esaki Reidži v roce 1863, když mu bylo 18 let, začal navštěvovat dům historika fotografie jménem Kusaku Osamu, kde se poprvé setkal s fotografií a chtěl toto řemeslo také ovládnout. V roce 1870 odešel do Tokia, kde studoval. Jednoho dne v knihkupectví našel knihu „Fotografické zrcadlové ilustrace“ Haruzo Yanagawy, kterou si koupil. V prodejně brýlí zvané Tamaya v Takekawa v Kyobashi koupil čočku a studoval fotografickou techniku. V roce 1871 Ezaki odešel do Jokohamy a studoval u Uena Hikomy, aby vyřešil otázky, které měl dosud. V roce 1871 byl studentem Rendžó Šimooka. Po krátkém studijním období ještě téhož roku otevřel fotografické studio v Tokiu, v městské části Šiba, ale nedařilo se mu a nemohl se ve svém životě posunout dál. Naštěstí si mohl od známého půjčit 600 jenů, takže v roce 1874 přestěhoval fotoateliér do Asakusa Okuyama, která byla v té době hlavním místem, a asi za 10 let se stal jedním z nejlepších tokijských studiových portrétních fotografů, který byl na předních příčkách v Okuyamě. Byl prvním japonským fotografem, který používal suchý želatinový proces, který importoval v roce 1883 a učinil z něj „rychlého fotografa“ specializujícího se na rodinné portréty. Běžnou fotografií v té době byla fotografie na mokrých deskách, která vyžadovala expoziční dobu 5 až 15 sekund, a také vyžadovala, aby se citlivý materiál vyrobil ručně těsně před fotografováním. Takže při fotografování mimo studio se musela používat malá tmavá komora, kterou musel fotograf s sebou nosit. Dne 19. května 1884 Esaki fotografoval námořní soutěž krátkých lodí a torpédová palebná cvičení na řece Sumida s nejnovějšími fotografiemi na suchých želatinových deskách v té době a stal se známý jako „Esaki rychlý fotograf“. Dosahoval úspěchy také v astrofotografii a noční fotografii, v roce 1889 se mu dařilo fotografovat ohňostroje. Další jeho známou fotografií je „Koláž dětí: Tisíc sedm set dětí, které za tři roky přišly do mého obchodu“, asi z roku 1893. Kopii vlastní Sanfranciské muzeum moderního umění. V roce 1887, poslal svého syna, Reichu, studovat fotografii do New Yorku.
Šiniči Suzuki I se vyučil fotografem v jokohamském fotografickém studiu Šimooka Rendžó v roce 1867. V letech 1872–1873 byl pověřen J. R. Blackem, vydavatelem periodika The Far East (Dálný východ), aby zpracoval fotografický cyklus dokumentující venkovský život. Obrázky z této série se nadále objevovaly v Suzukiho albech až do osmdesátých let. V listopadu 1873 založil Suzuki své vlastní studio, ve kterém pořizoval portréty a vyráběl alba a suvenýry. Ve stejném roce Keizó Okamoto 岡本圭三, jeho nástupce v Šimookově studiu, se oženil se Suzukiho dcerou a Okamoto se připojil k Suzukiho rodině (rituálem muko-iri). Okamoto si změnil jméno na Šiniči Suzuki II a starší fotograf poté své jméno změnil. Tentokrát Suzuki pravděpodobně studoval fotografii u Jokojamy Macusaburóa. V roce 1884 se přestěhoval do nově postaveného dvoupodlažního studia západního stylu. V Kudanzace v Tokiu bylo otevřeno pobočkové studio, které provozoval Šiniči Suzuki II. Suzukiho fotografie byly vysoce ceněny a v roce 1877 za ně získal cenu. V roce 1889 (nebo 1888) byl spolu s Maruki Rijó pověřen fotografováním císaře Meidžiho a jeho manželky, protože tehdy používaná oficiální fotografie byla deset let stará. Kupci jeho děl byli většinou zahraniční rezidenti a turisté. Kromě prodeje z vlastního ateliéru distribuovala Suzukiho fotografie také společnost Adolfo Farsari & Co. Jeho studio inzerovalo již v roce 1880 v Keeling's Guide to Japan, a následně v japonském adresáři do roku 1908, nabízející daguerrotypie, fotografie (včetně velkoformátových ručně kolorovaných albuminových tisků) a Suzukiho inovace fotografií vytištěných na porcelánu, později prodávané za 12 jenů. Tyto reklamy naznačují, že v Jokohamě od roku 1893 provozoval studio I. S. Suzuki, což byl Suzukiho syn Izaburó. Suzuki Šiniči odešel do důchodu v roce 1892 a zemřel v prosinci 1918 ve věku 83 let.
Rjú Šimaová studovala na umělecké škole v Edo (nyní Tokio), kde se setkala se spolužákem Kakokem Šimou (1827–1870). V roce 1855 se vzali a brzy se přestěhovali do regionu Kantó, kde pravděpodobně také vystavovali. Zdá se, že v té době Šima publikoval několik svých obrazů jako ilustrace v knihách. Pár se začal věnovat řemeslu fotografie a na jaře roku 1864 Rjú portrétovala svého manžela, čímž vytvořila nejstarší známou fotografii od japonské fotografky. Negativ je uložen v historickém muzeu Tojo, mokrá deska tohoto portrétu zůstává v rodinných archívech rodiny Šimy a Muzeum výtvarného umění v Houstonu má ve svých sbírkách albuminový tisk. Manželé Šima provozovali fotografické studio v Edo přibližně v letech 1865 až 1867, kdy Kakoku přijala učitelskou funkci v Kaiseiju. Po smrti svého manžela v roce 1870 se Rjú vrátila do Kirjú, kde otevřela vlastní studio. Zemřela v roce 1900. V roce 1988 bylo ve skladu domu jejich potomků nalezeno asi 2000 předmětů z jejich dědictví. Nejenže byl odhalen celý obrazový archiv uměleckého páru, ale bylo také rozhodnuto poskytnout historikům prvotřídní historický materiál, který umožňuje z různých pohledů posuzovat situaci konce období Edo (uložené v Prefekturním muzeu historie Gunma).
Komerční popularita portrétů žen postavila fotografa v Japonsku před problém, že „slušné ženy“ často odmítaly být fotografovány. Vedly je k tomu dva hlavní důvody, prvním byla příliš realisticky zobrazená postava na fotografii, která byla považována za příliš smyslnou a ženské tělo by tak bylo k dispozici pro zákazníka, což bylo považováno za nevhodné. Na druhé straně svou roli hrály různé pověry mezi Japonci. Domnívali se, že portrétovanému bude vysáta životní míza a oslabeny jeho stíny. Proto musely být často fotografovány členové rodiny nebo v tradici stylu ukiyo-e během období Meidži známé jako bidžin (krásné ženy). Byly to většinou dívky, které pracovaly na veřejnosti jako júdžo (kurtizány), gejši, nebo rašamen (prostitutky 羅紗緬) nebo dívky pracující v čajovnách. Žena, která na sobě pracovala, aby vypadala lépe a lépe se mohly prodávat fotografie, stala se fotomodelkou s vyšším platem. Právě kurtizány a gejši najdeme nejčastěji na fotografických vizitkách Kimbeie Kusakabeho. Ve větších městech začaly vznikat speicalizované obchody šašimpo, které se specializovaly na obchod s fotografiemi gejš.
Felice Beato (1833 nebo 1834–1907) byl britský fotograf a jedním z prvních fotografů, který fotografoval ve východní Asii a jeden z prvních válečných novinářských fotografů. Měl významný dopad na ostatní fotografy a jeho vliv v Japonsku, kde pracoval a učil se s mnoha jinými fotografy a umělci, byl obzvláště hluboký a trvalý. S Felicem Beatem a Raimundem von Stillfriedem spolupracoval jako fotografický asistent Kimbei Kusakabe, který později získal jejich negativy. Beato měl také blízký pracovní vztah s Uenem Hikomou. Během návštěvy Nagasaki Beato využíval Uenův ateliér a fotografoval svou mladší sestru a známé a obyvatele města. Beato také fotografoval samotného Uena u chrámu Daikódži a své fotografie si vzájemně vyměnili.
Frank S. Matsura (1873–1913) byl japonský fotograf působící na počátku dvacátého století, který v roce 1901 odcestoval z Japonska do Ameriky, kde pořídil více než 1800 fotografií a skleněných desek.

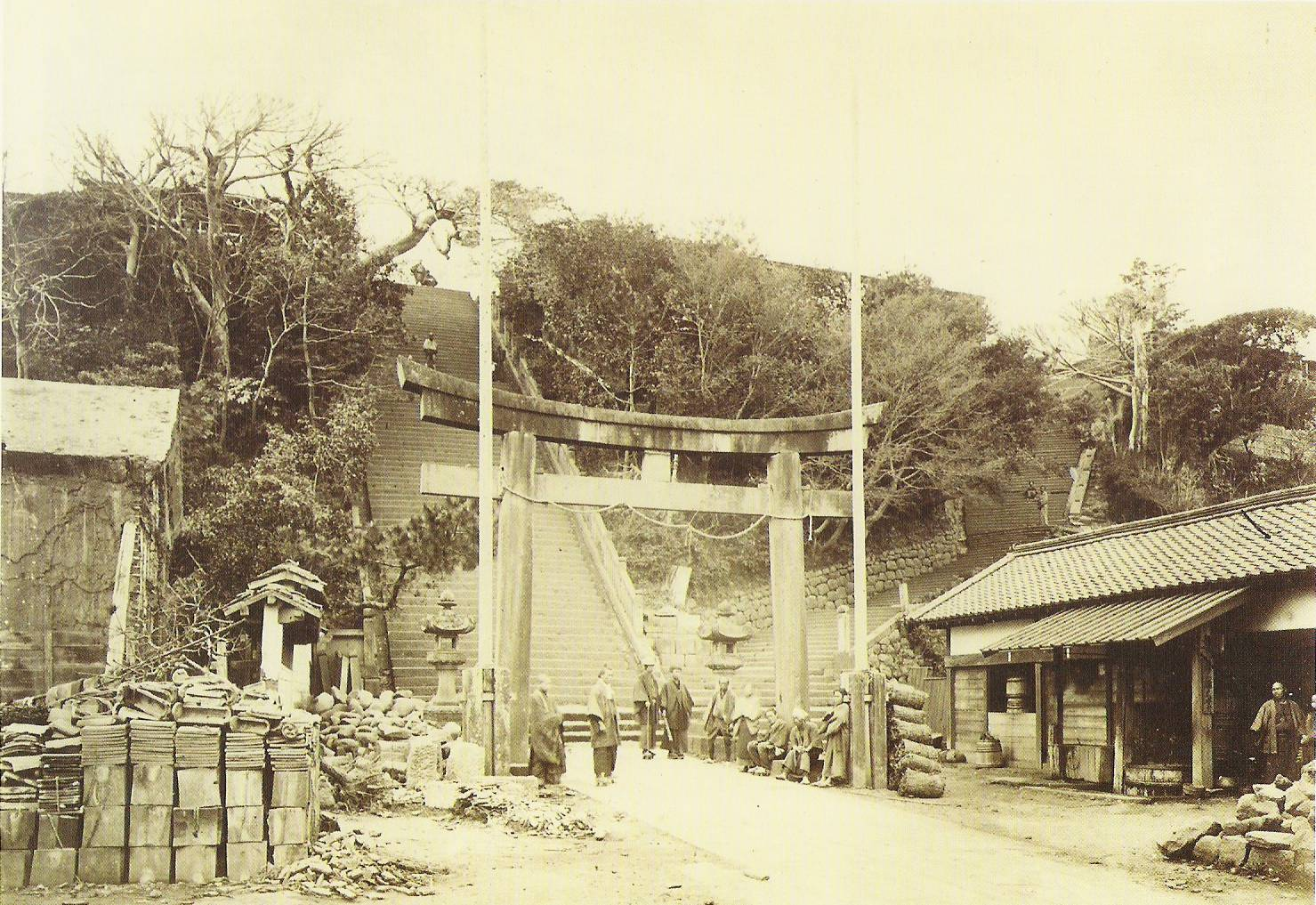
Raimund von Stillfried: Strmé schodiště vedoucí ke svatyni Atago na východní straně pahorku Atago v Tokiu. Příkřejší schodiště je Otokozaka (mužský svah) s 86 schody a mírnější schodiště vpravo je Onnazaka (ženský svah) se 109 schody. Pod bránou torii stojí skupinka 9 statistů, budova vpravo je čajovna. Kolem roku 1872. Fotografie pochází z Námořního deníku Erwina Dubského.

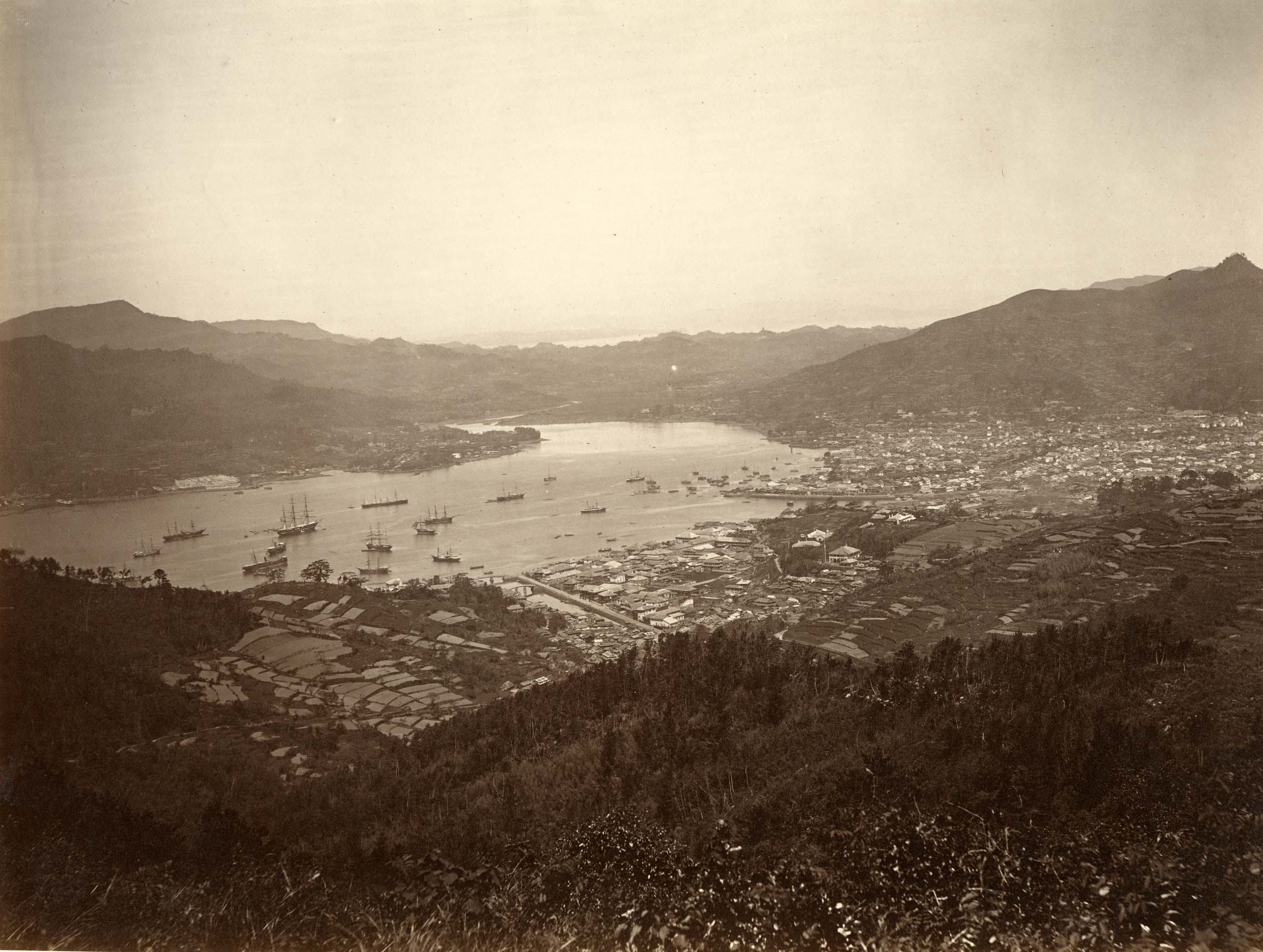
Pohled na Nagasaki z výšin Nabekanmurijama (počátek 70. let 19. století), albuminový papír se zlatým tónováním, sbírka Erwina Dubského, archiv Moravské Galerie v Brně

Kamei Koreaki byl významný japonský fotograf a jeden z prvních japonských válečných fotografů. Studoval v Anglii a v Německu a je známý svými fotografiemi z První čínsko-japonská války. Když v roce 1894 vypukla čínsko-japonská válka, podal žádost o vojenskou službu jako fotograf na hlavním velitelství, uspořádal fotografickou skupinu a stal se prvním japonským vojenským fotografem a pracoval až do května 1895. V této kampani bylo pořízeno více než 300 fotografií a byly vydány knižně.
Kamei Koreaki byl dalším z prvních japonských válečných fotografů. Studoval v Anglii a v Německu a je známý svými fotografiemi z První čínsko-japonské války. Když v roce 1894 vypukla čínsko-japonská válka, podal žádost o vojenskou službu jako fotograf na hlavním velitelství, uspořádal fotografickou skupinu a stal se prvním japonským vojenským fotografem a pracoval až do května 1895. V této kampani bylo pořízeno více než 300 fotografií a císaři Meiji byla představena „Kniha fotografií Meiji 278“.
Přestože byl Kadžima Seibei adoptovaným dítětem bohatého obchodníka, uzavřel sňatek s oblíbenou gejšou Pontou v Šimbaši, odešel z domu a z amatérské fotografie učinil svou hlavní podnikatelskou činnost. Při manipulaci se střelným prachem během divadelního představení však byl nešťastně zraněn, musel fotografování zanechat a stal se učitelem hry na flétnu. Jeho žena Ponta jej v životě podporovala zpěvem a tancem. Nekonvenční pár Ecu a Seibei sloužil jako prototypy pro román Sto příběhů (Hyakumonogatari), jejímž autorem je spisovatel Ógai Mori. V roce 1885 požádal fotografa Reidži Esakiho o soukromou lekci a jeden a půl roku pracoval jako jeho asistent. V květnu 1889 se setkal s britský inženýrem a fotografem Williamem Kinnimondem Burtonem, který přišel do Japonska v roce 1887. Burton publikoval několik technických prací o fotografii a přispěl k zavedení japonské kultury na Západ zasláním japonských fotografií do různých londýnských časopisů. Hodně také propagoval práce začínajících japonských fotografů v Británii, jako byli například Kazumasa Ogawa, a koneckonců také Kadžima Seibei. Seibei postavil vlastní fotografické studio, importoval požadované vybavení a uspořádal výstavu svých velkoformátových fotografií v zahraničí. Také na žádost Meijiya Isono fotografoval reklamní plakát na pivo se svou oblíbenou modelkou Pontou a Meijiya ho vystavil na domácí výstavě. V roce 1895 otevřel dvoupodlažní studio ve stylu “Genkakan” pod svého mladšího bratra, Seisaburo. Fotografické studio s plochou 150 metrů bylo vybaveno výtahem a rotujícím pódiem a také obloukovou lampou s 2 500 svíčkami, díky kterému šlo pracovat i v noci. Kromě toho poslal svého bratra Seisabura studovat do zahraničí do Londýna.

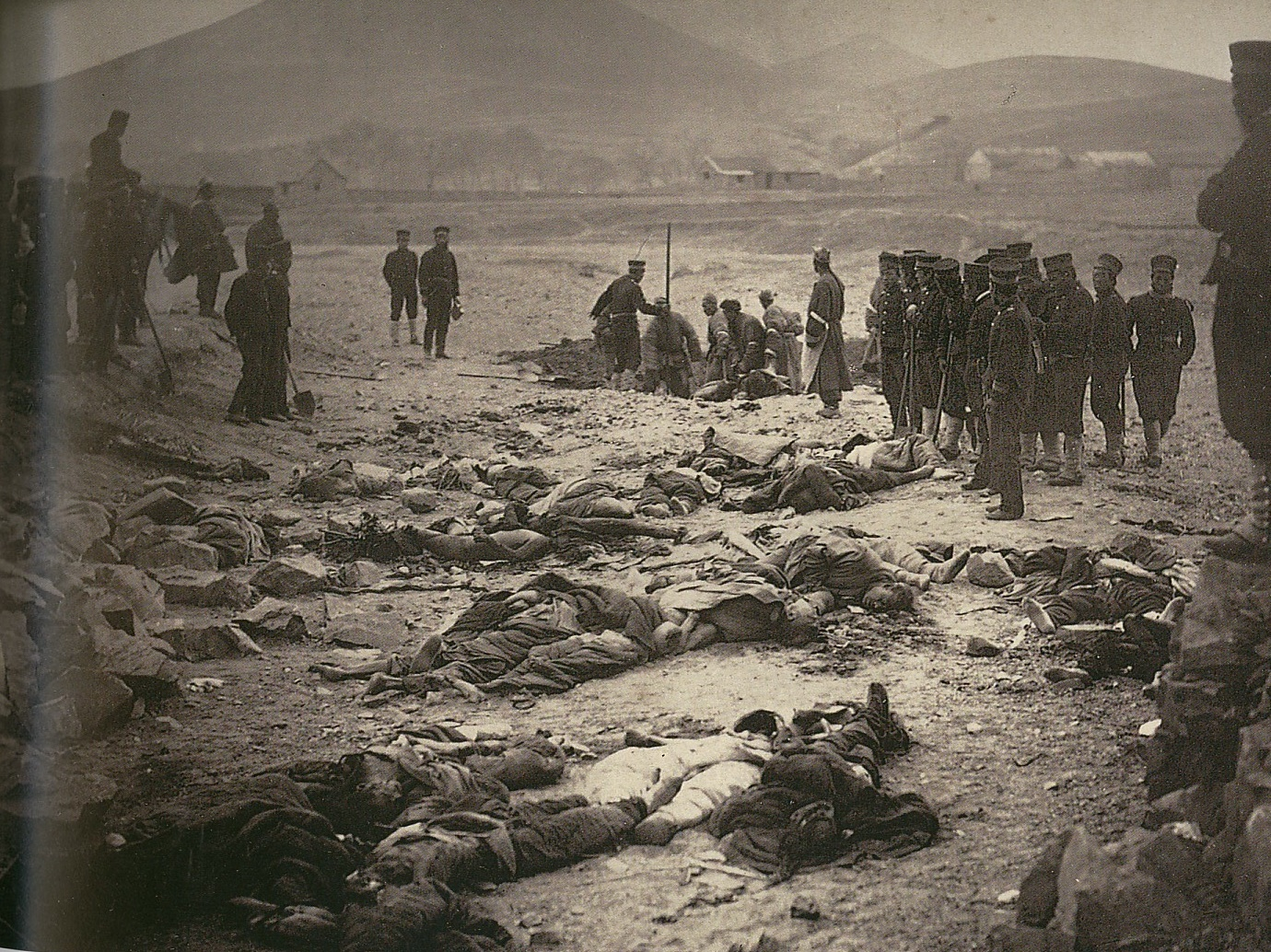
Kamei Koreaki: Pohřbívání mrtvého nepřítele, Port Arthur, 1894–95
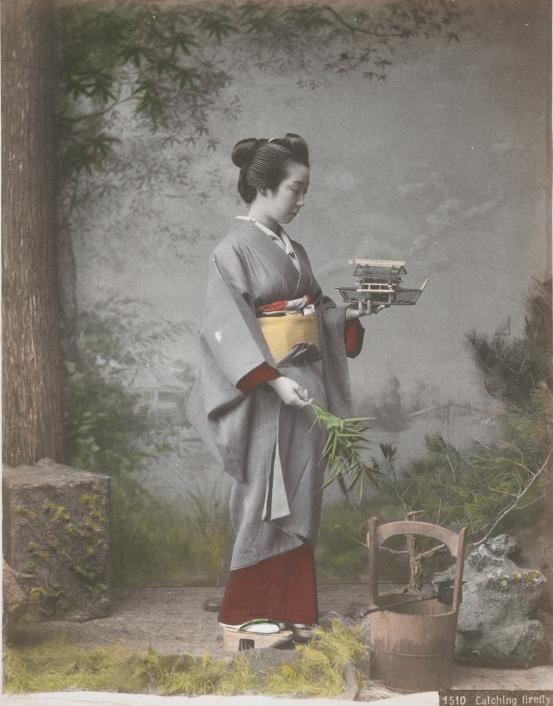
Kadžima Seibei: známá gejša Kadžima Ecu zvaná Ponta, modelka a manželka Kadžima Seibeije
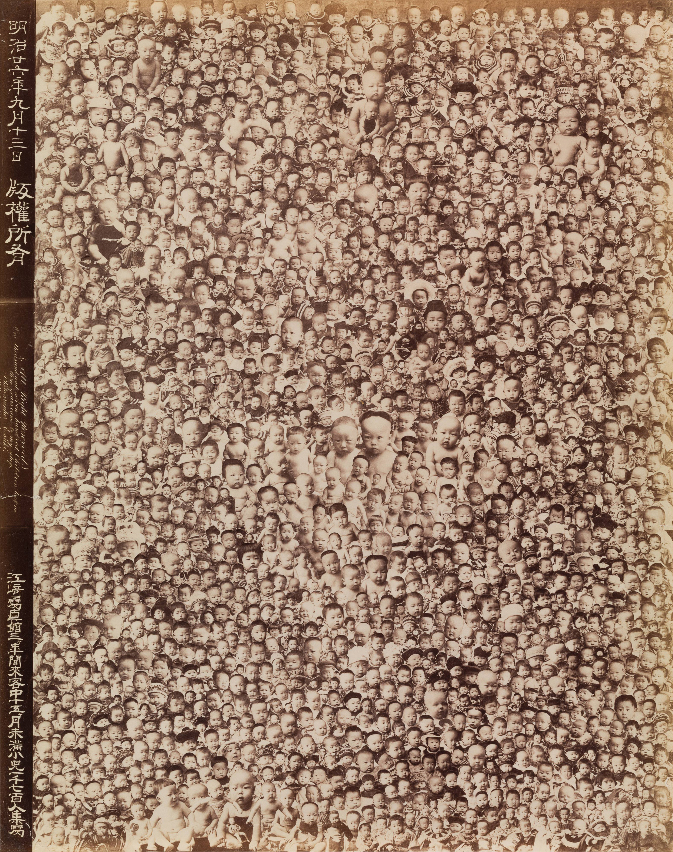
Esaki Reidži: Tisíc sedm set dětí, které za tři roky přišly do mého obchodu, koláž, asi 1893
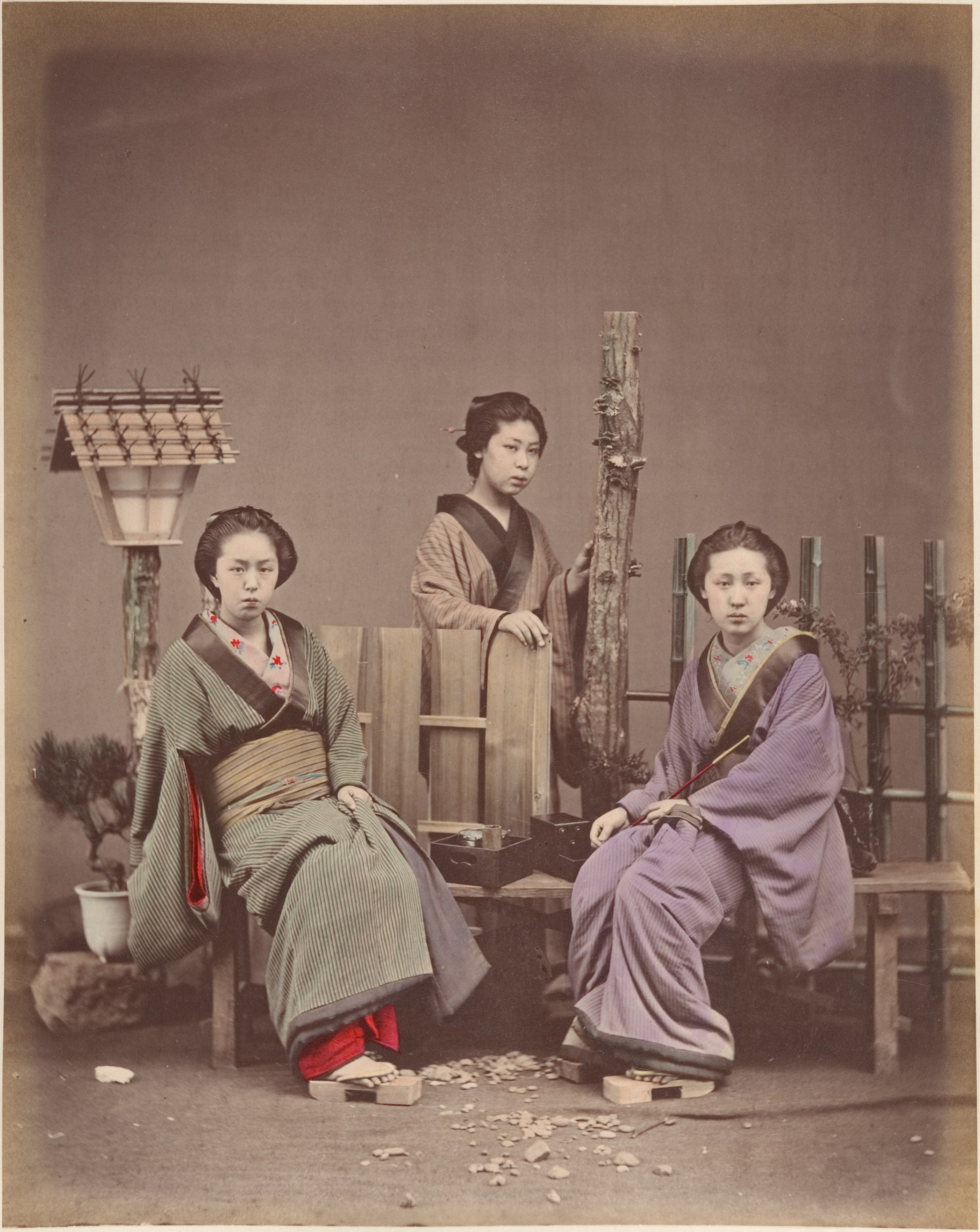
Šiniči Suzuki I: Japonské ženy v tradičních krojích, 1870–1880
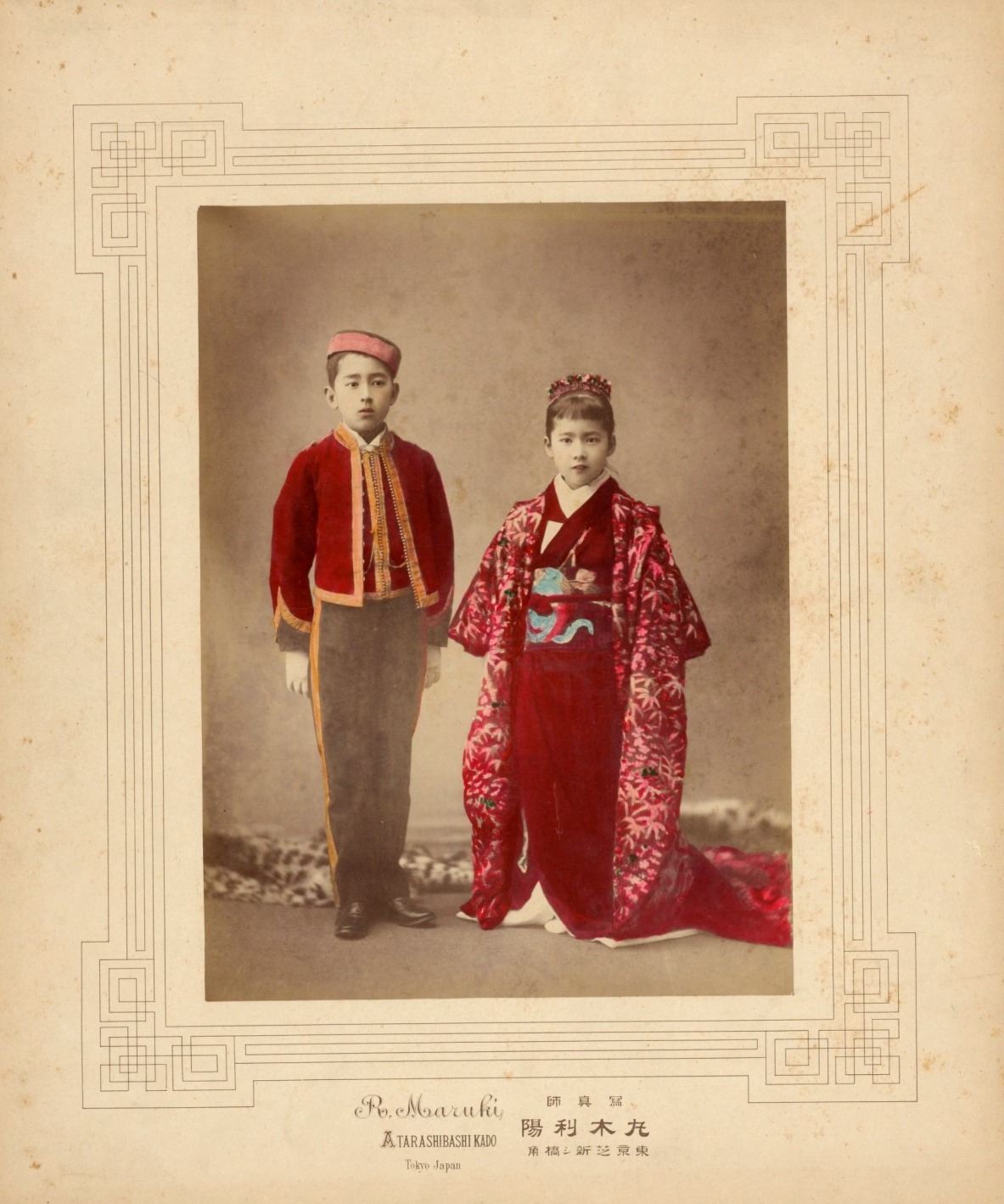
Maruki Rijó: Fotografie dětí s logem a označením ateliéru v japonštině a angličtině

Opomenut nemůže být ani Erwin Dubský (1836–1909), příslušník starého českého, později moravského rodu Dubských z Třebomyslic a fregatní kapitán, který na svých cestách navštívil exotické krajiny Dálného Východu, a které zdokumentoval prostřednictvím jedinečné kolekce předmětů z Japonska, Číny a Severní Ameriky včetně podrobných deníkových zápisů, jejichž významná část je dodnes uložena v prostorách zámku v Lysicích. Jako nejvýznamnější expedice je označována ta do Japonska, kterou sám Erwin Dubský nazýval Cesta kolem světa na korvetě Erzherzog Friedrich, a jež se datuje od nalodění 23. prosince 1873, vyplutím z přístavu Pula dne 16. května 1874 a končí přistáním 21. června 1876 a vyloděním v domovském přístavu 13. srpna 1876. Jako nejvýznačnější se jeví především sbírka 506 kusů albuminových fotografií, která má podobu souboru vyobrazení dokumentujících průběh expedice. Jedná se o krajinné a sídelní veduty, panoramatické snímky exotických přístavů, snímky v antropologickém pojetí místních typů obyvatel včetně detailů jejich oblékání a rekvizit každodenního života. Soubor fotografií je adjustován do devíti alb s názvem Von der Weltumsegelung S. M. Corvette Erzh: Friedrich 1874–1876. Tři z nich, menší, obsahují portrétní fotografie ručně kolorované a tzv. typy. Dalších šest alb, ve větším formátu, obsahuje fotografie krajin a místních pamětihodností. Fotografie jsou podlepeny kartonem, očíslovány a obsahují krátký popisek. Byli identifikováni tito autoři: Raimund von Stillfried – Ratenicz, Felice Beato, Francis Chit, Ueno Hikoma, Ičida Sóta a další. Vyobrazení na fotografiích doplňuje Erwin Dubský detailním popisem místních reálií a líčením průběhu expedice ve svých rukopisných denících. Mají formu plavebního deníku a na 192 foliantech shrnují záznamy z let 1851–1884 z jednotlivých plaveb včetně samotné plavby na korvetě Erzherzog Friedrich, která začíná zápisem 23. prosince 1873.

## 20. století

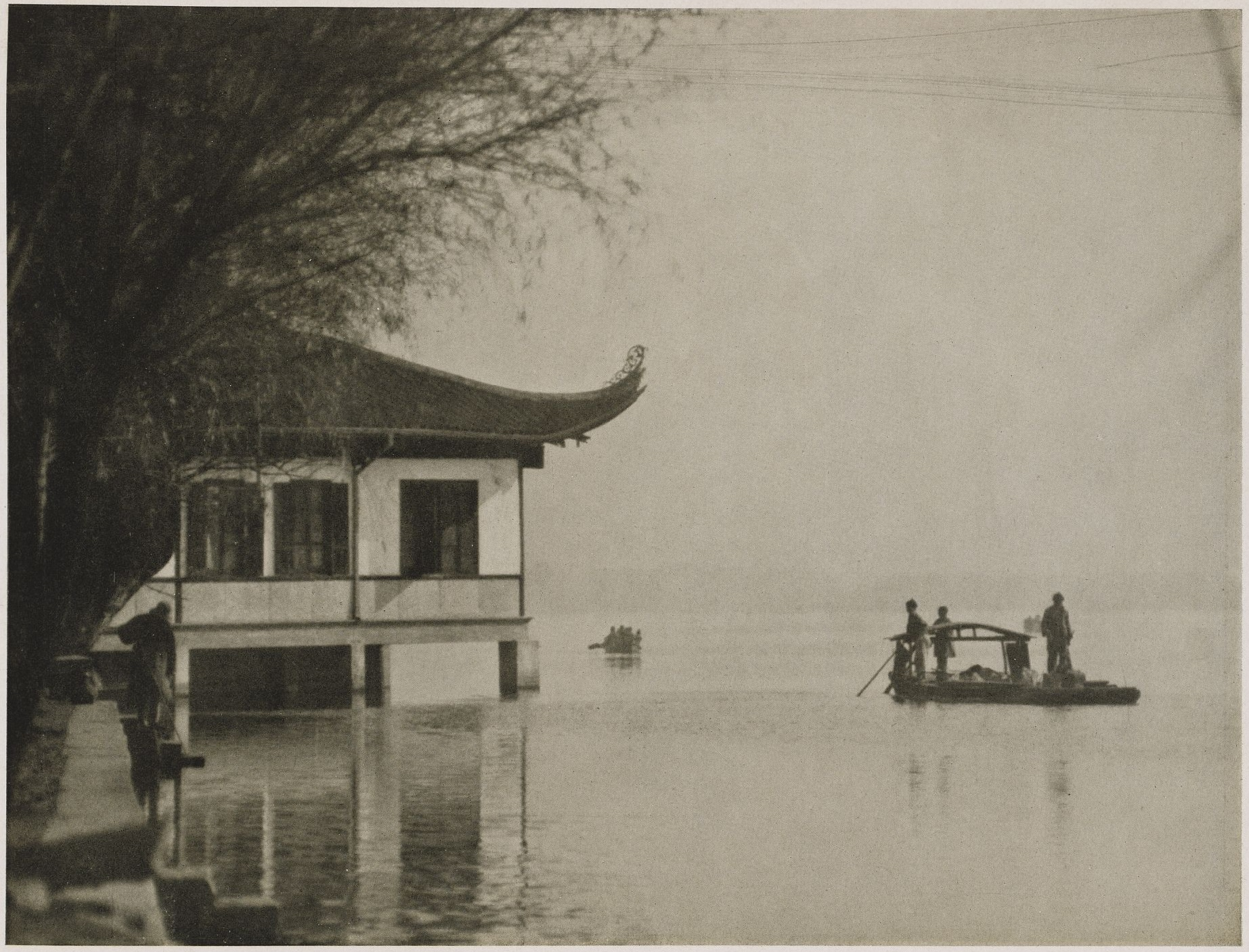
Šinzó Fukuhara: Západní jezero, Chang-čou, 1931

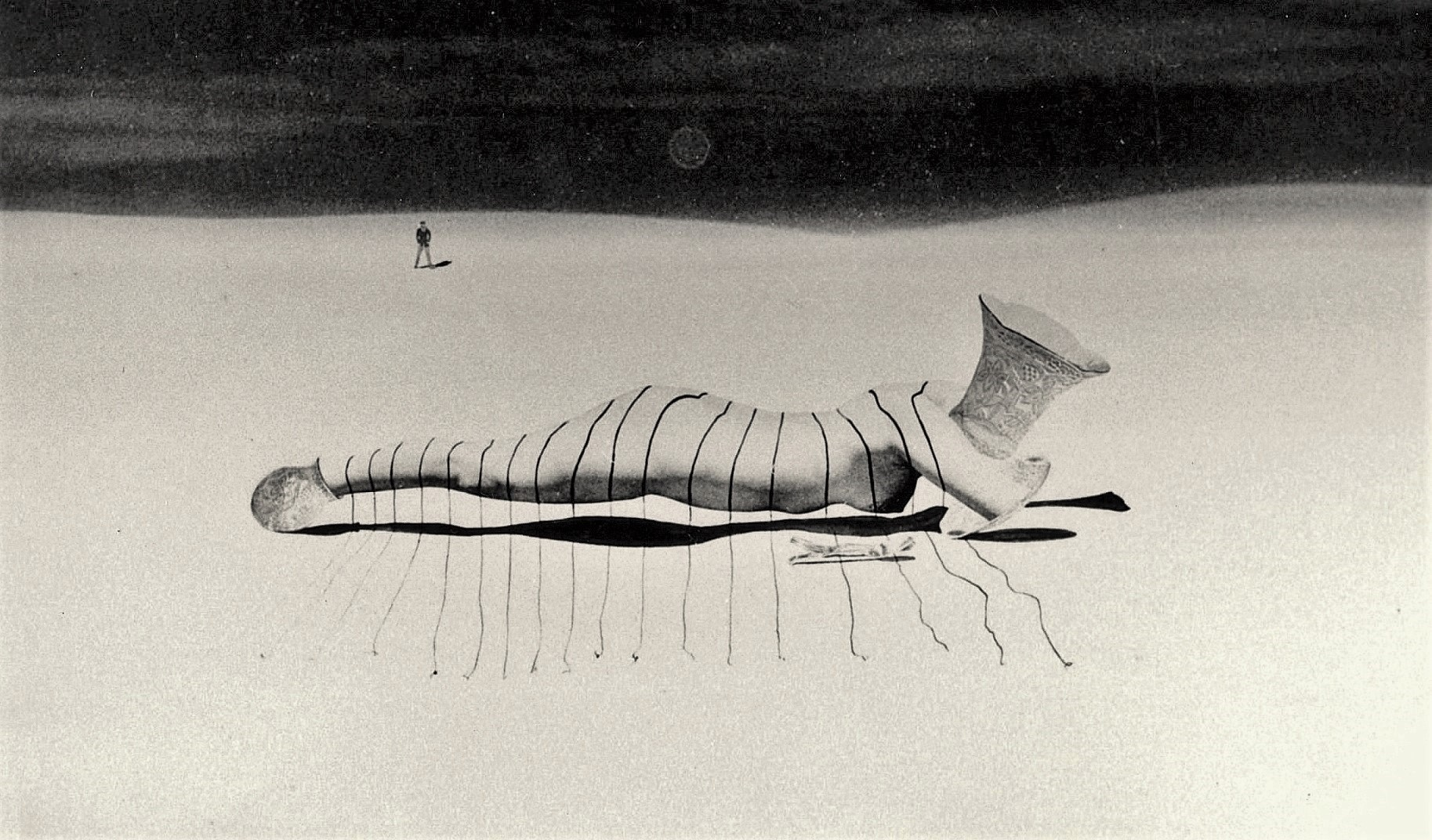
Kansuke Jamamoto: Bez názvu, 1938

### 1900–1940
Kójó Okada (1895–1972) byl renomovaný japonský fotograf, známý především svými snímky symbolické hory Fudži, kterou fotografoval více než 40 let. Snímal ji ze země, ze vzduchu, ve všech náladách, z každého úhlu i v každé denní době.
Celkem jsem fotografoval tuto horu více jak 150 000 krát, ale obávám se, že jsem dosud nevyužil všechny možnosti.
Kójó Okada
Šinzó Fukuhara začal poprvé fotografovat v roce 1896, možná i dříve. V roce 1908 odšel na Kolumbijskou univerzitu studovat farmakologii a po dokončení studia cestoval po Anglii, Německu a Itálii, než se v roce 1913 usadil v Paříži. Zde se setkal s uměleckými díly a pravděpodobně zhlédl výstavy postimpresionistických děl. Podobně jako jeho otec, který se inspiroval v západní Evropě a podporoval prodej zboží pomocí reklamy, tak i Šinzó Fukuhara se inspiroval v umění západního světa. Umělecký kritik Kótaró Iizawa viděl na Fukuharových fotografiích vliv umělců, jako byl například Georges Seurat, konkrétně na těch, které později Fukuhara komponoval do cyklu Paříž a Seina.
V Americe v roce 1924 Japonci v čele s lékařem a básníkem Kjo Koike založili fotografický spolek Seattle Camera Club. Jednalo se o sdružení fotografů, které se z velké části skládalo z japonsko-amerických přistěhovalců. Vzhledem k jeho vzkvétající praxi v japonské komunitě v Seattlu mu jeho profesionální příjem umožňoval nejen soustředit se na fotografování, ale také převzít mnoho nákladů na založení a provoz klubu. Byl redaktorem klubového zpravodaje Notan, což v japonštině znamená Světlo a stín. Setkávali se každý měsíc na 508½ Main Street poblíž ordinace Dr. Koike. Na těchto setkáních si členové navzájem kritizovali tisky a diskutovali o aktuálních představách o fotografii. Dr. Koike zapisoval tyto diskuse do svého měsíčního bulletinu, stejně jako popisy fotografických výletů, které členové podnikali, jména členů, kteří vystavovali a komentáře o fotografii obecně. Mezi další významné členy spolku patřili: Soiči Sunami, Wayne Albee, Virna Hafferová, Frank Kunišige, Ella E. McBride, ale také fotograf českého původu Drahomír Josef Růžička. Klub prosperoval celkem pět let. S blížícím se koncem se počet členů v klubu začalo snižovat, a to především kvůli rostoucím ekonomickým obtížím, které vedly až k velké hospodářské krizi v roce 1929. Mnoho členů zastávalo málo placená místa a se zvýšenými cenami a nedostatkem pracovních míst si již nemohli dovolit kupovat filmy nebo jiné fotografické potřeby. Dne 11. října 1929 se v klubu uskutečnilo rozloučení. Zúčastnilo se pouze 7 členů, kteří v té době formálně klub rozpustili. Všechny své fotografie a rozsáhlé záznamy ze Seattle Camera Club odkázal Kjo Koike po své smrti členu klubu Iwaovi Macušitovi.

### 1940–1970 Rozkvět umělecké a dokumentární fotografie
Šunkiči Kikuči byl nejznámější díky dokumentaci Hirošimy a Tokia bezprostředně po válce. V roce 1945 ministerstvo školství založilo „Zvláštní výbor Japonské vědecké rady pro škody způsobené atomovou bombou, průzkumnou skupinu Hirošima / Nagasaki“. Kikuči sloužil jako fotograf připojený k divizi a byl najat, aby fotografoval pro lékařské účely. Od 30. září do 22. října 1945 zaznamenal následky způsobené atomovou bombu v Hirošimě. V listopadu znovu fotografoval Tokio, zejména domov pro zatoulané děti. V srpnu 1947 šel znovu do Hirošimy, aby vytvořil fotoknihu Živá Hirošima a ukázal rekonstrukci Hirošimy. Kikuči také pomohl založit nový časopis, kde se poprvé zapojil do vědecké fotografie.
V roce 1957 kolektiv japonských fotografů Šómei Tómacu, Eikó Hosoe, Ikkó Narahara, Kikudži Kawada, Akira Sato a Akira Tanno založili uměleckou skupinu Vivo, kterou v poválečném Japonsku inspirovalo fotografické hnutí známé jako École de l'image. Přestože byl tento kolektiv aktivní pouze čtyři roky, hluboce ovlivnil japonský fotografický styl šedesátých a sedmdesátých let.
Kójó Išikawa byl japonský policista a fotograf. Jako důstojník městské policie byl prakticky jediným člověkem, který na příkaz policejního superintendenta dokumentoval okamžité škody způsobené bombovými útoky na Tokio ve druhé světové válce. Navíc vše za přísných podmínek, které civilistům zakazovaly fotografovat válečné škody.
Za první japonskou fotožurnalistku je považována Cuneko Sasamoto, která fotografovala některé z největších osobností a historických okamžiků v zemi pro noviny Ničiniči Šimbun (nyní Mainiči Šimbun). Fotografovala generála Douglase MacArthura během americké okupace Japonska, stávkující horníky nebo protestující studenty.
Jošio Watanabe (1907–2000) byl průkopník zpravodajské fotografie. Je držitelem ocenění Japonské fotografické společnosti z roku 1957.
Šigeru Tamura (1909–1987) byl známý svou prací v módě a fotožurnalistice.
Ken Domon (1909–1990) byl jedním z nejuznávanějších japonských fotografů 20. století. Je nejznámější jako fotoreportér, ačkoli se více věnoval fotografování buddhistických chrámů a soch. Je po něm pojmenována Cena Kena Domona.

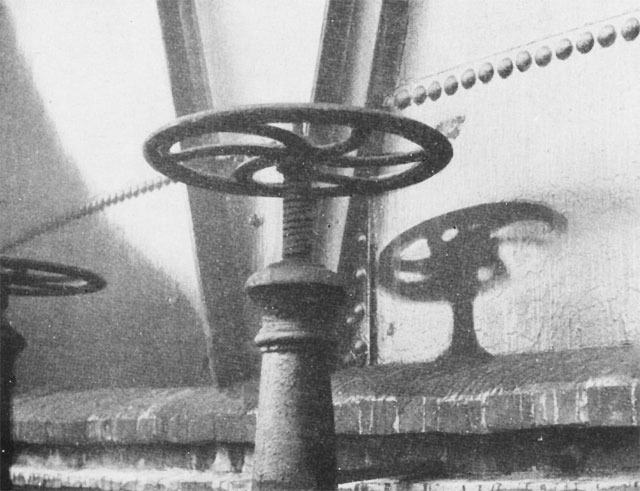
Šunkiči Kikuči: Efekt atomového výbuchu, 1945, Hirošima
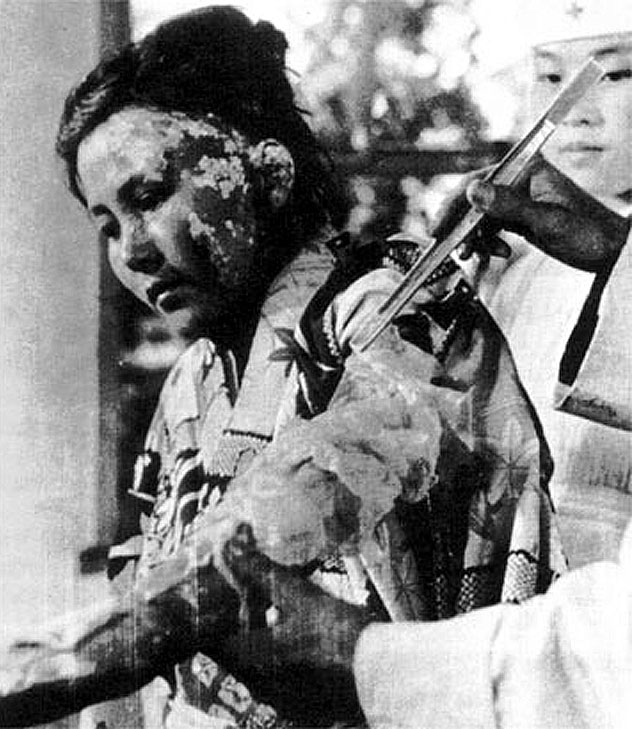
Šunkiči Kikuči: Oběti atomové bomby, 1945, Hirošima
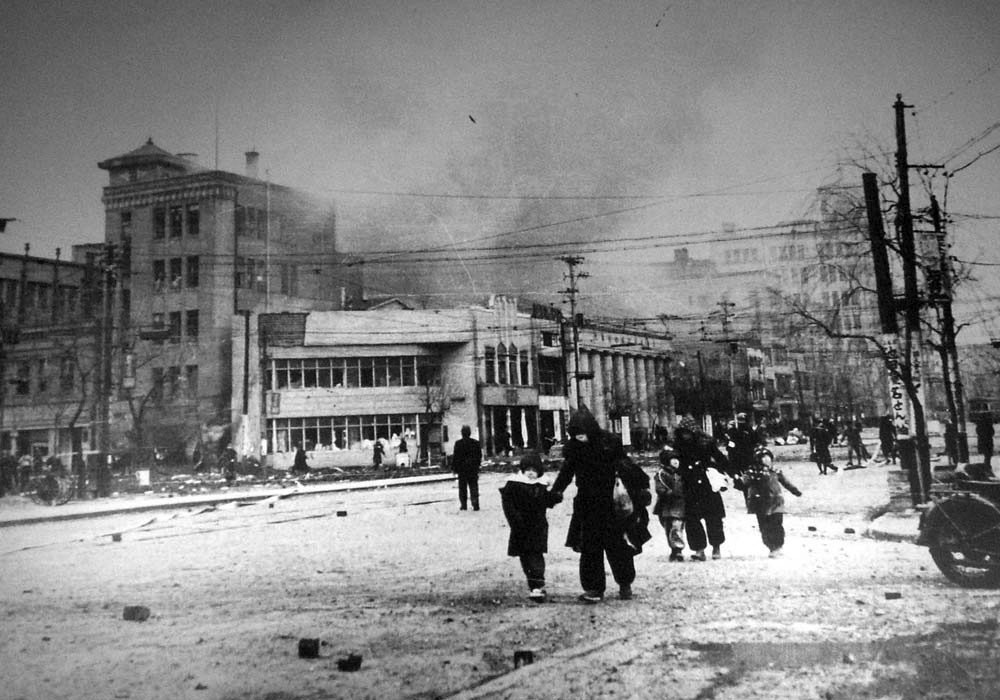
Kójó Išikawa: Evakuace během bombardování, Tokio, 27. ledna 1945
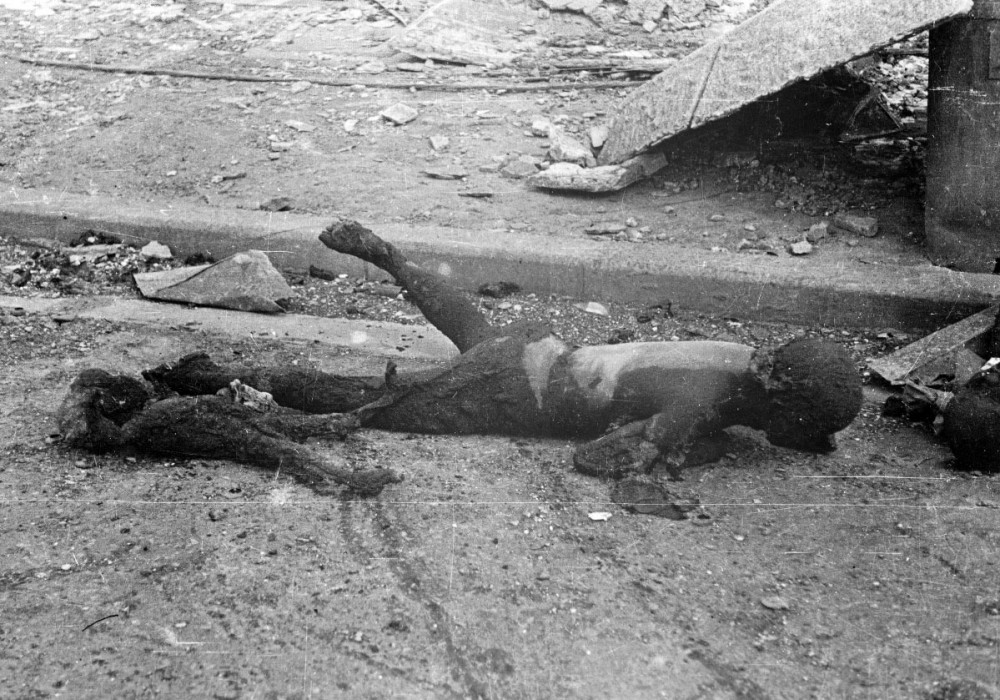
Kójó Išikawa: Oběti bombardování, Tokio, 10. března 1945

Japonská fotografie v zahraničí

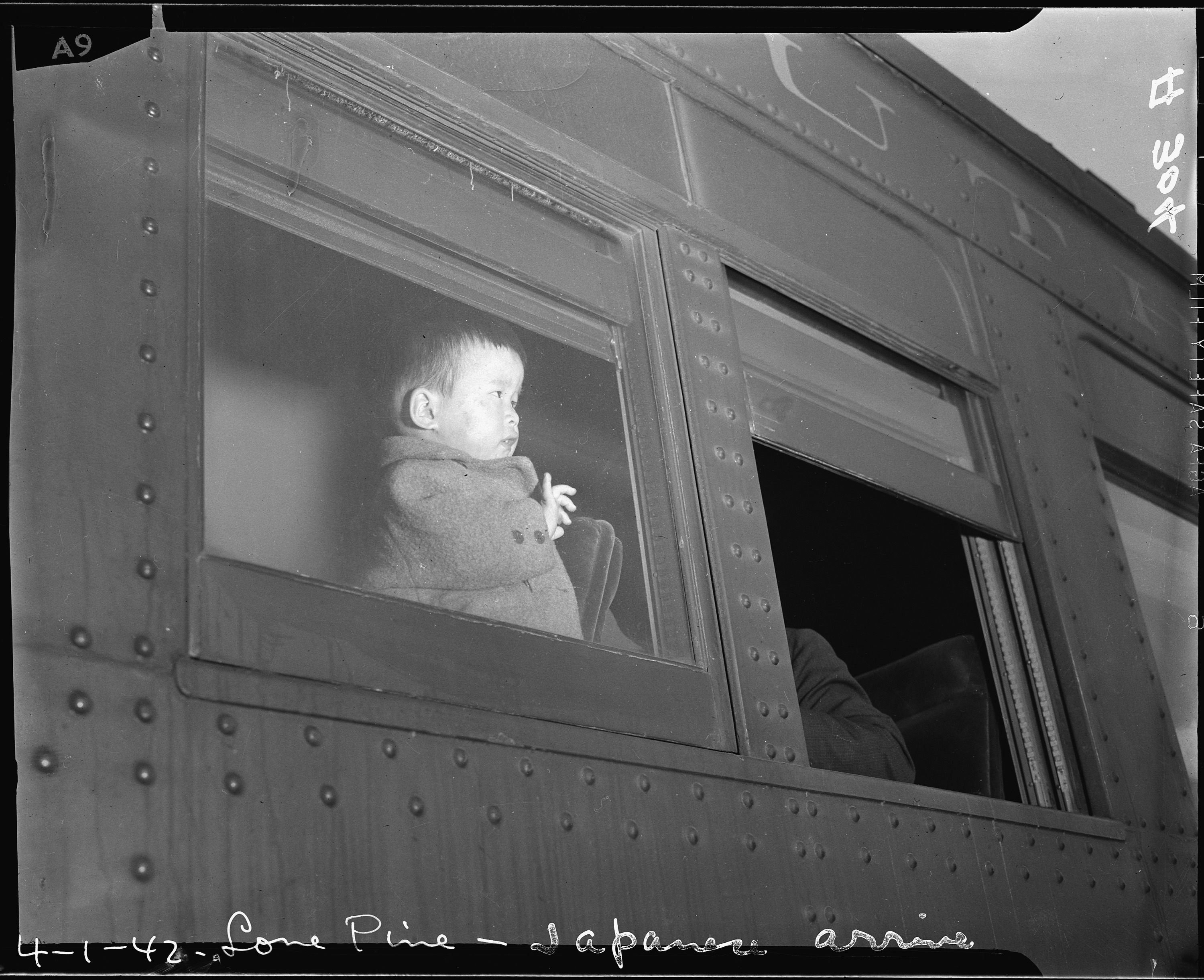
Clem Albers, War Relocation Authority: Malý evakuovaný Japonec, Lone Pine, Kalifornie; i ten byl označen institucí WRA jako „vážná hrozba" pro národní bezpečnost

V roce 1942 v USA vznikla společnost War Relocation Authority, což byl orgán odpovědný za internaci a stěhování japonských Američanů během druhé světové války. V letech 1942–1943 pro tuto organizaci pracovala celá řada fotografů, kteří portrétovali japonské Američany a Japonce v deseti stálých táborech, včetně Tule Lake, Poston, Topaz, Gila River a Minidoka. Patřili mezi ně například Francis Stewart (1909–1992), Dorothea Langeová, Ansel Adams, Clem Albers, Joe McClelland, Tom Parker, Charles E. Mace nebo Hikaru Iwasaki.

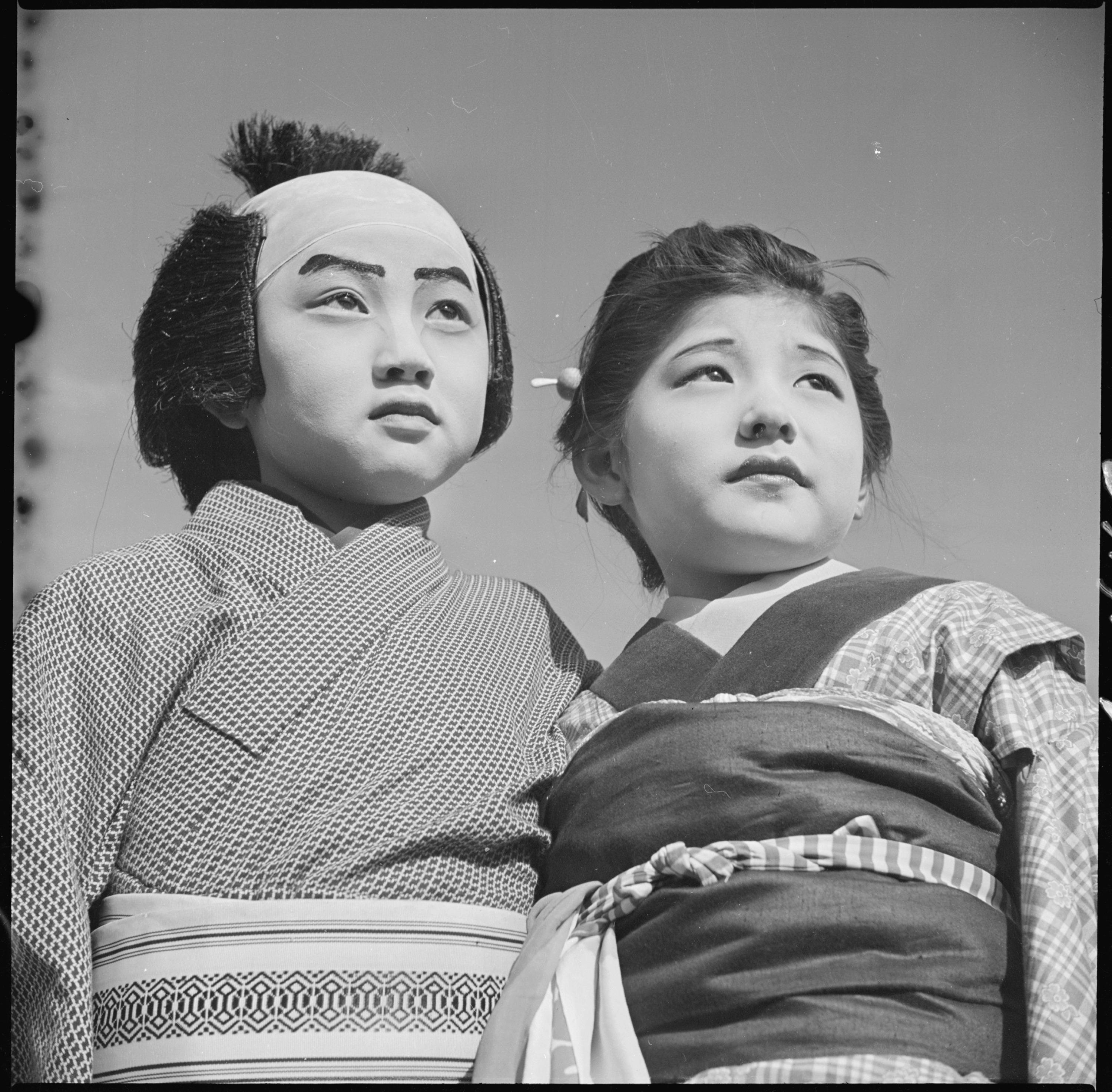
Francis Stewart: Tule Lake Relocation Center, Newell, Kalifornie, War Relocation Authority
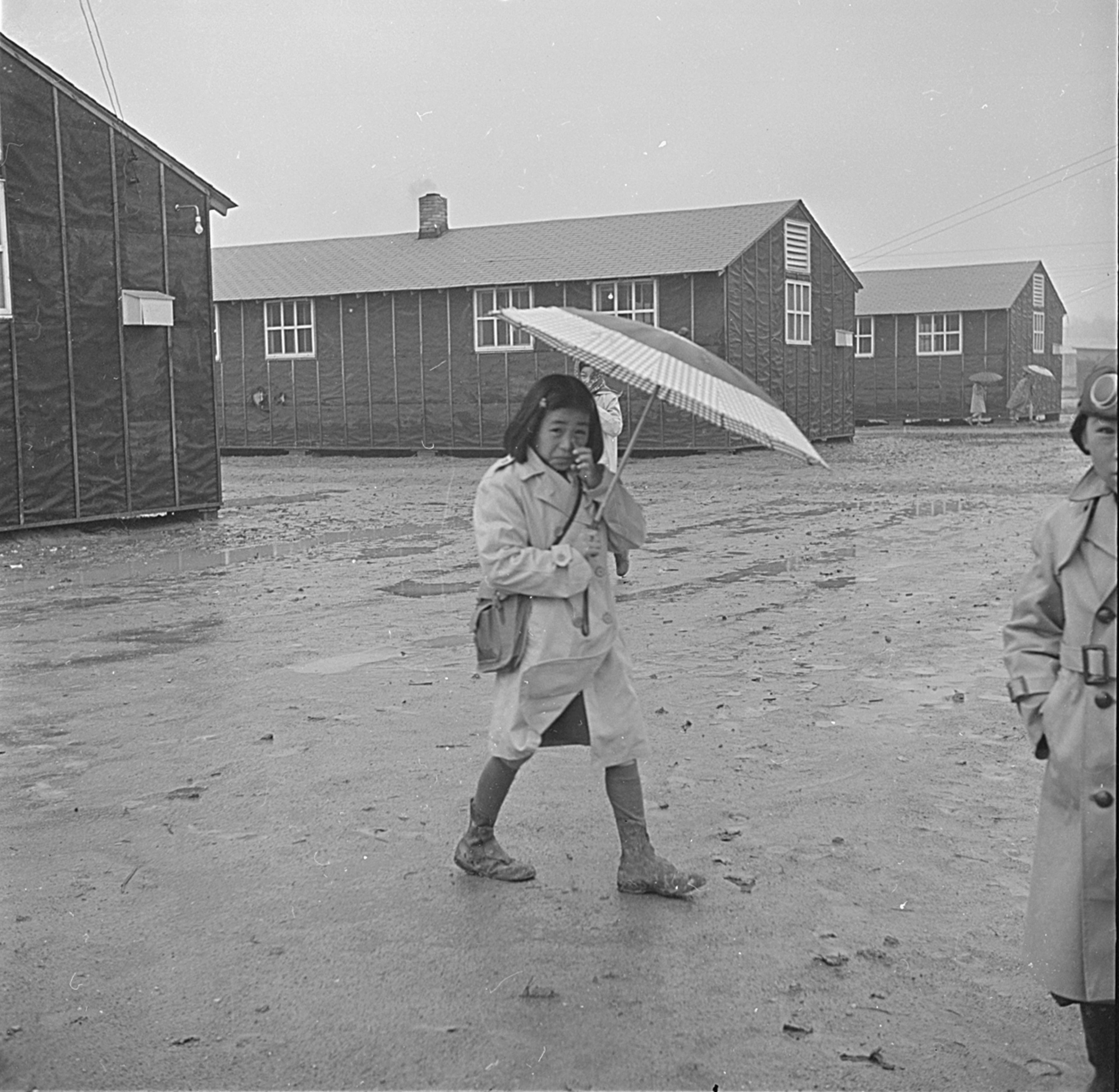
Tom Parker: Dívka s deštníkem při cestě do školy, Jerome Relocation Center, Denson, Arkansas, War Relocation Authority
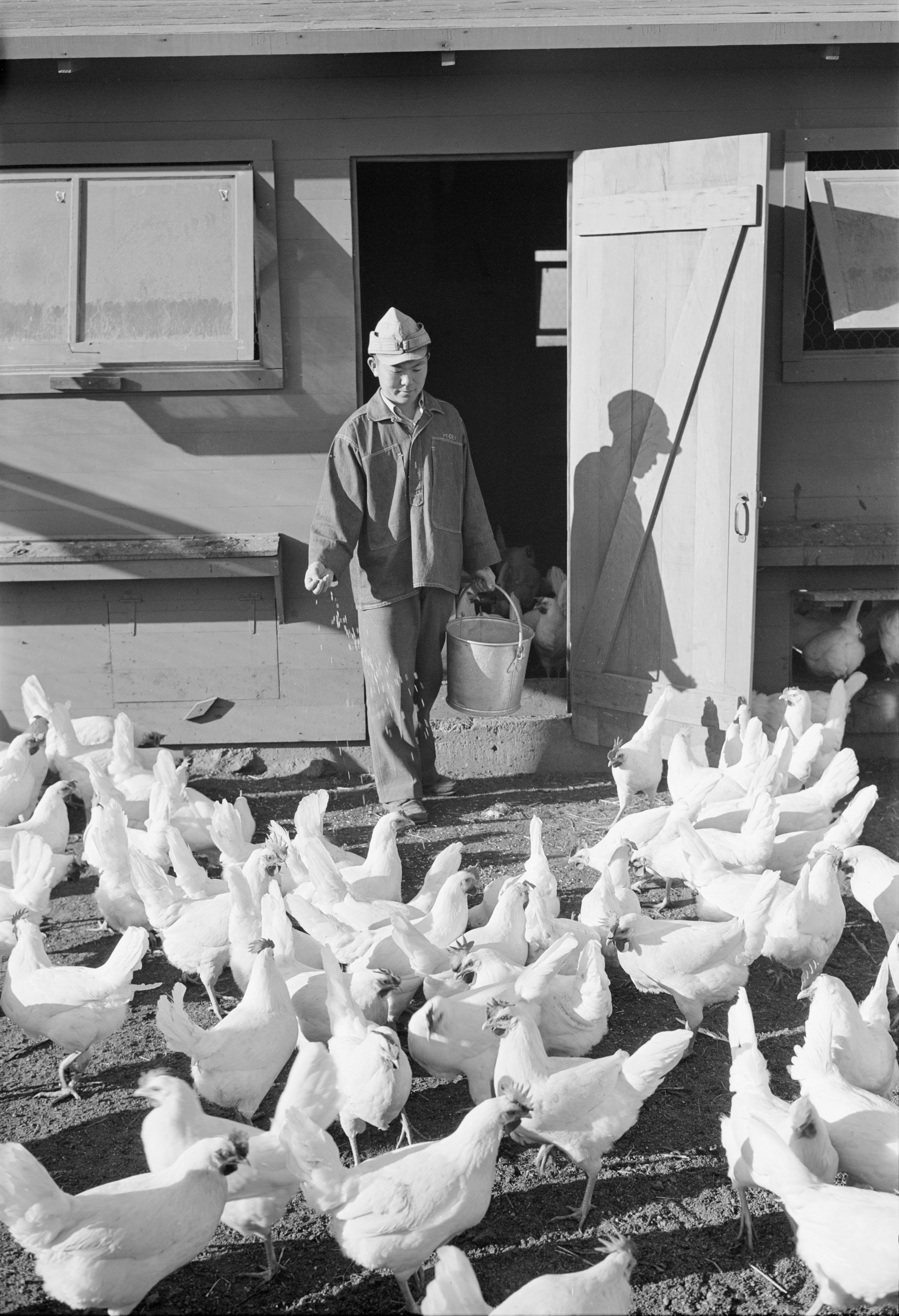
Ansel Adams: Kuřecí farma, Mori Nakašima, Manzanar, War Relocation Authority

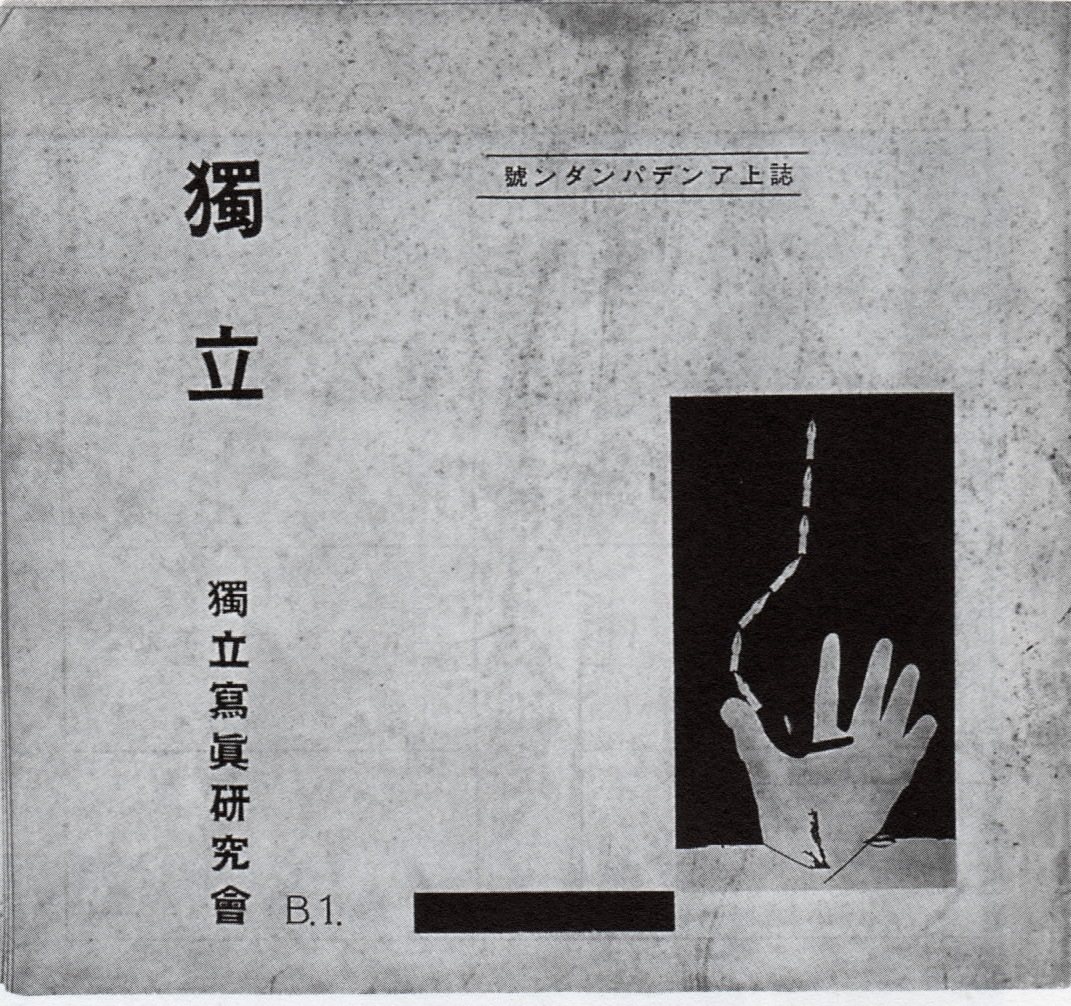
Kansuke Jamamoto: Titulní strana časopisu Dokuritsu (Nezávislost), fotografie: „Rozvíjející se lidská myšlenka, poslední hodina před soumrakem“, leden 1932

Kansuke Jamamoto (1914–1987) se setkal se surrealismem a dadaismem v básnickém časopisu cine, který vydával Yamanaka Chiruuem, a který propagoval surrealismus v Japonsku. V patnácti letech začal psát básně. V roce 1929 promoval na Druhé komerční škole v Nagoji. Ten rok začal psát poezii. Ještě před závěrečnou zkouškou opustil univerzitní uměleckou školu Meidži v Tokiu, kde se specializoval na francouzskou literaturu a vrátil se do města Nagoja. V roce 1931, ve věku 17 let, publikoval svá díla v časopise Dokuritsu (Nezávislý), který vydávalo „Dokuritsu Shashin Kenkyu Kai (Nezávislé sdružení pro výzkum fotografie)“.
Soiči Sunami byl japonský modernistický fotograf ovlivněný piktorialistickým hnutím a nejznámější svými portréty raně moderních tanečnic, jako byly například: Ruth Saint Denis, Agnes de Mille, Helen Tamiris nebo Martha Grahamová, s nimiž udržoval bohatou uměleckou spolupráci. Je autorem vzácných portrétů jedné z prvních „černých moderních“ tanečnic, Edny Guy, a fotografoval také moderního tanečníka Haralda Kreutzberga. Téměř čtyřicet let (od roku 1930 do roku 1968) působil jako hlavní archivní fotograf v Muzeu moderního umění (MoMA) v New Yorku, což mu pomohlo vyhnout se internaci během druhé světové války.
Seattle Camera Club

### 70.–80. léta 20. století
V Japonsku se v 70. letech 20. století vyvinul směr zvaný mono-ha, což znamená tendence k věcnosti, zasvěcení. Spočíval v souladu s tradiční estetikou na propojení plastiky s malbou, v ploše zdůrazňoval věcnost a kultivoval materiály a techniky malby. Oproti tomuto stylu byl koto-ha – tendence k události, zkušenosti. Ten usiloval o propojení reálné a zkušenostní události s událostí ve vizuálním jazyce média. Přírodu zachycovali například Akira Komoto, Hiroši Jamazaki (pohyb Slunce) nebo Ósaka (pohyb hvězd). Motiv průmyslové krajiny například pozměněné lidskou činností zachycovali Iwano, Noma i Wakae. Mezi portrétisty se v této době řadí Hamaguči nebo Amali. Aktům se věnoval Minoru Nišiki (akt ženy jako skládačka složená z jednotlivých maloformátových snímků na jedno velké plátno).
Mičiko Amari (Amali Michico, 天利 道子; * 1954) byla portrétní fotografka známá svými portréty rybářů, kterým dala vybrat barvu „jejich moře", kterou následně portrét obarvila. Chtěla tak upozornit na to, že moře nemá svou definitivní barvu.
Jukio Hamaguči (* 1951) fotografoval osoby z počátku 20. století, většinou z dostupných tištěných materiálů. Ty vystřihoval, kopíroval a fotografoval. Porovnával pak funkci masově reprodukovaných mýtů a živou obrazovou představu.
Jukijoši Morija (* 1945) fotografoval téma zátiší. Experimentoval s barvami notoricky známých předmětů jako je například jablko nebo citrón. Poukázal na to, že je sice každý přesvědčen, že jablko je červené a citrón žlutý, ale všechny věci podléhají zákonům o absorpci světla a zažité barvy zaměňuje.
Akira Komoto (* 1935) konstatoval, že zabarvení jakéhokoliv předmětu se nevztahuje k jiném předmětu. Například zelený strom proti modré obloze, nebo šedý kámen na zelené louce.
Hiroši Jamazaki (* 1946) se soustředí na slunce a moře v barevné i černobílé škále. Jeho krajinné cykly mají názvy jako Fixace hvězd, Fixace noci, Pohyb Slunce, Otvor v moři a podobně. Využívá dlouhé expozice, které zdůrazní pohyb Slunce nízko nad horizontem nebo studuje mořské obzory.
Takuji Azechi (* 1948) fotografuje japonské moře a městskou krajinu a do fotografií na panelu, dřevě nebo kovu dotváří vrypy a zářezy ve tvaru vln a oblouků, aby tak „modeloval moře“.
Šihači Fudžimoto (1911–2006) vytvořil pravidlo, které prodloužilo období ochrany autorských práv u fotografií na 50 let po smrti autora, podobně jako u literatury a hudby.

### 1980–2000
Hiroh Kikai se intenzivně věnoval fotografii od osmdesátých let 20. století. Celosvětově známým se stal roku 2004, kdy vyšlo první vydání jeho knihy Persona, sbírka portrétů Asakusy, která získala Cenu Kena Domona i Výroční cenu Japonské fotografické společnosti. V roce 2009 se spolupodílei ICP a Steidl na vydání knížky Asakusa Portraits pro mezinárodní trh. Jedná se o sérii čtvercových černobílých portrétů z Asakusy, na kterých začal pracovat již v roce 1973, ale poté nastala přestávka až do roku 1985, kdy si uvědomil, že ideální kulisou budou prosté červené stěny Sensō-ji. V té době velká většina jeho portrétů přijala další omezení: jediný objekt stojí přímo před kamerou (původně Minolta Autocord TLR, později Hasselblad), dívá se přímo na něj a je zobrazen od kolen nahoru. Kikai mohl čekat v chrámu čtyři nebo pět hodin v naději, že uvidí někoho, koho chtěl vyfotografovat, a mohly uběhnout tři nebo čtyři dny bez jediné fotografie; ale také se stalo, že vyfotografoval i tři lidi za jediný den a tímto způsobem vyfotografoval přes šest set lidí. Věřil, že mít prostou kulisu a přímou konfrontaci s tématem umožňuje divákovi vidět subjekt jako celek a jako někoho, na kom se podepsal čas, bez jakýchkoli rušivých nebo omezujících konkrétností.

## Současnost

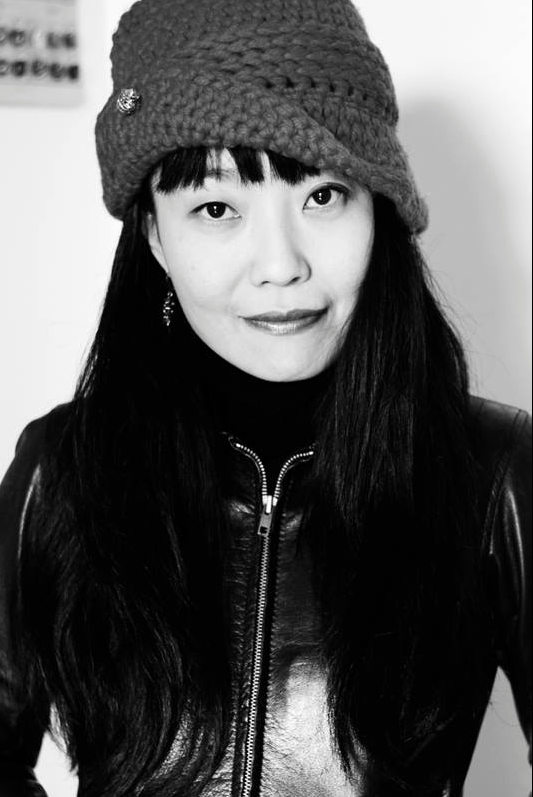
Jošimi Jokojama působící v Česku

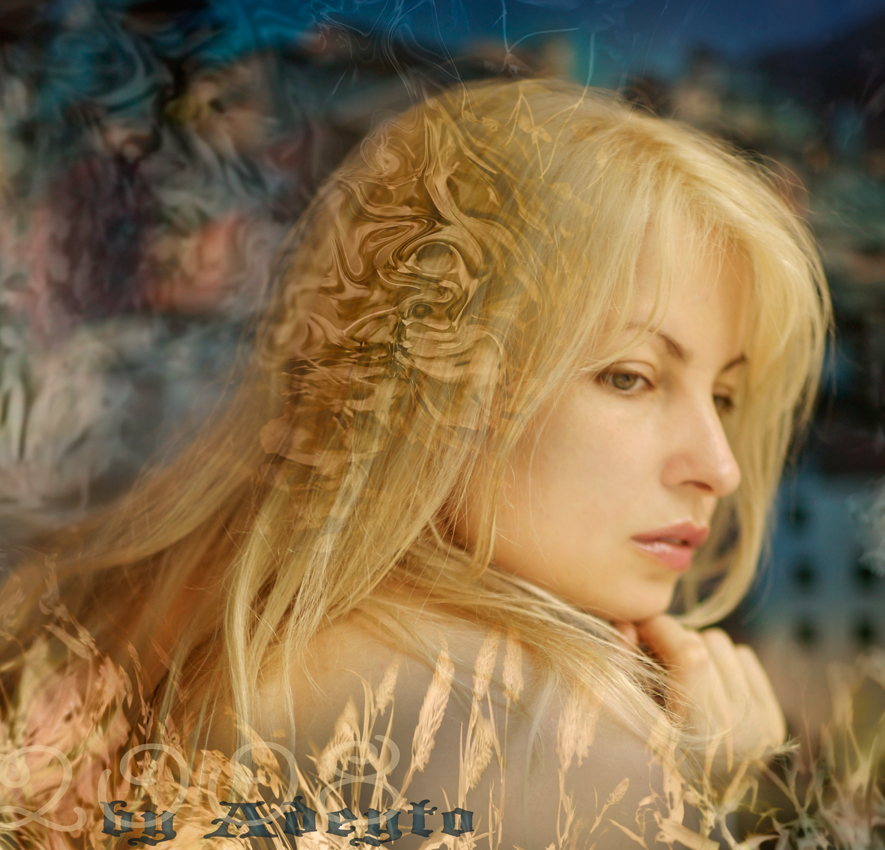
Adeyto Rex Angeli, kalendář Adeyto-by-Adeyto, 2008

- Šómei Tómacu (1930–2012) hrál významnou roli v rámci japonské poválečné avantgardy a ve vývoji moderní japonské fotografie.[59]

- Hiroši Sugimoto (* 1948) v současné době působí mezi Tokijem v Japonsku a New Yorkem v USA. Byl ovlivněn spisy a dílem Marcela Duchampa, stejně jako dadaistů a surrealistického hnutí jako celku.[60] Za používání velkoformátových kamer 8×10 palců a extrémně dlouhých expozic získal Sugimoto pověst jako fotograf vysokých technických dovedností. Je uznáván stejně jak pro koncepční tak i za filozofické aspekty své práce. S dioramaty začal pracovat v roce 1976. Jeho série Portréty začala vznikat v roce 1999. V této řadě Sugimoto fotografoval voskové figuríny Jindřicha VIII. (1491–1547) a jeho manželky. Tyto voskové figuríny jsou inspirovány portréty počátku 16. století a při fotografování se Sugimoto pokusil napodobit osvětlení, které v tom čase používali tehdejší malíři.

- Nobujoši Araki (* 1940) publikoval již více než 350 knih (toto číslo se dále zvyšuje) a je považován za jednoho z nejvýznamnějších a nejplodnějších umělců v Japonsku i ve světě. Mnohé z jeho fotografií jsou erotické, některé jsou označovány za pornografické.
- Šótaró Akijama (1920–2003) do svých 45 let, v první polovině svého života, fotografoval hlavně ženské portréty. V druhé polovině života často fotografoval krajiny, lidi a květiny, ale jeho životním dílem se stalo zejména fotografování květin. V roce 1950 patřil mezi zakládající členy Japonské asociace fotografů. Zastával celou řadu funkcí: čestný prezident Japonské asociace fotografických fotografů, viceprezident Japonské federace fotografů celého Japonska, viceprezident Japonské fotografické asociace, první ředitel Japonské vysoké školy fotografie a ředitel Japonské designérské akademie.
- Kišin Šinojama (1940–2024) fotografoval portréty hereček a ženské akty.
- Adeyto (* 1976) se ve fotografii se věnuje autoportrétu, ale působí také jako zpěvačka a skladatel, herečka, režisérka, univerzitní lektorka a módní návrhářka.
- Jošimi Jokojama (* 1975) fotografovala pro módní časopisy v Tokiu, absolvovala Institut tvůrčí fotografie v Opavě.[61][62]

Na konci roku 2008 vydalo Tokijské muzeum fotografie knihu 328 Outstanding Japanese Photographers (328 vynikajících japonských fotografů), ve které přináší komentář a malou reprodukci ukázkové fotografie každého z více než tří set fotografů zastoupených ve stálé sbírce galerie na přelomu tisíciletí. Fotografové, jejichž práce je zahrnuta ve stálé sbírce jsou například: Šihači Fudžimoto, Bruce Gilden, Hisae Imai, Takeji Iwamiya, Akira Komoto, Motoiči Kumagai, Seidži Kurata, Mičiko Macumoto, Aizó Morikawa, Eiiči Moriwaki, Tadajuki Naitó, Kijoši Nišijama, Jošino Óiši, Kódži Sató, Tokihiro Sató, Bukó Šimizu, Mieko Šiomi, Teiko Šiotani, Raghubir Singh, Jutaka Takanaši, Tojoko Tokiwa, Mišima Tokiwa, Haruo Tomijama, Kansuke Jamamoto a další.

## Zahraniční fotografové v Japonsku

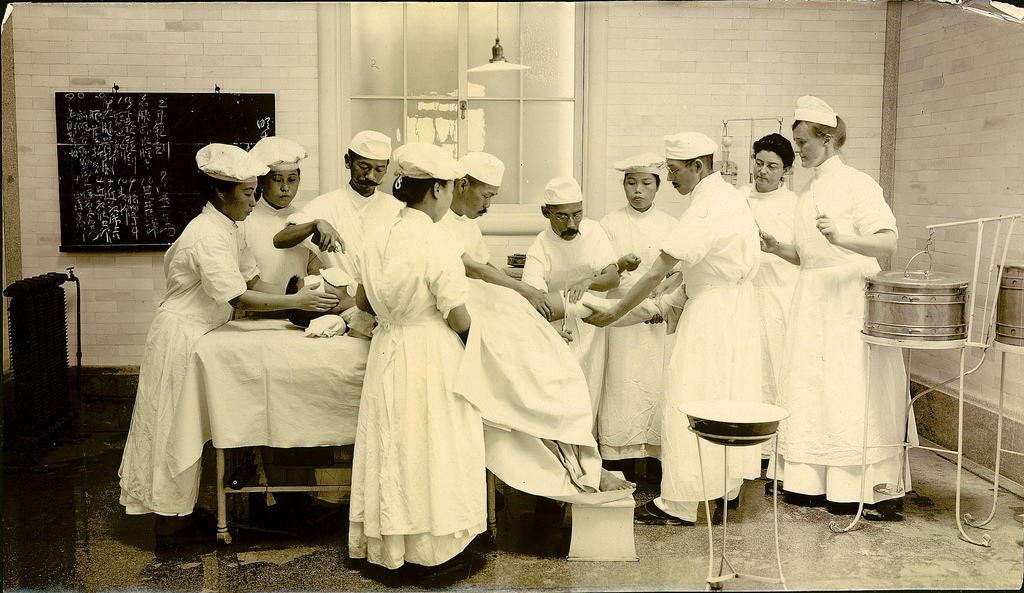
Herbert Ponting: Dr. Anita McGee a americká sestra v Hirošimské nemocnici při operaci pacienta během Rusko-japonské války, 1904

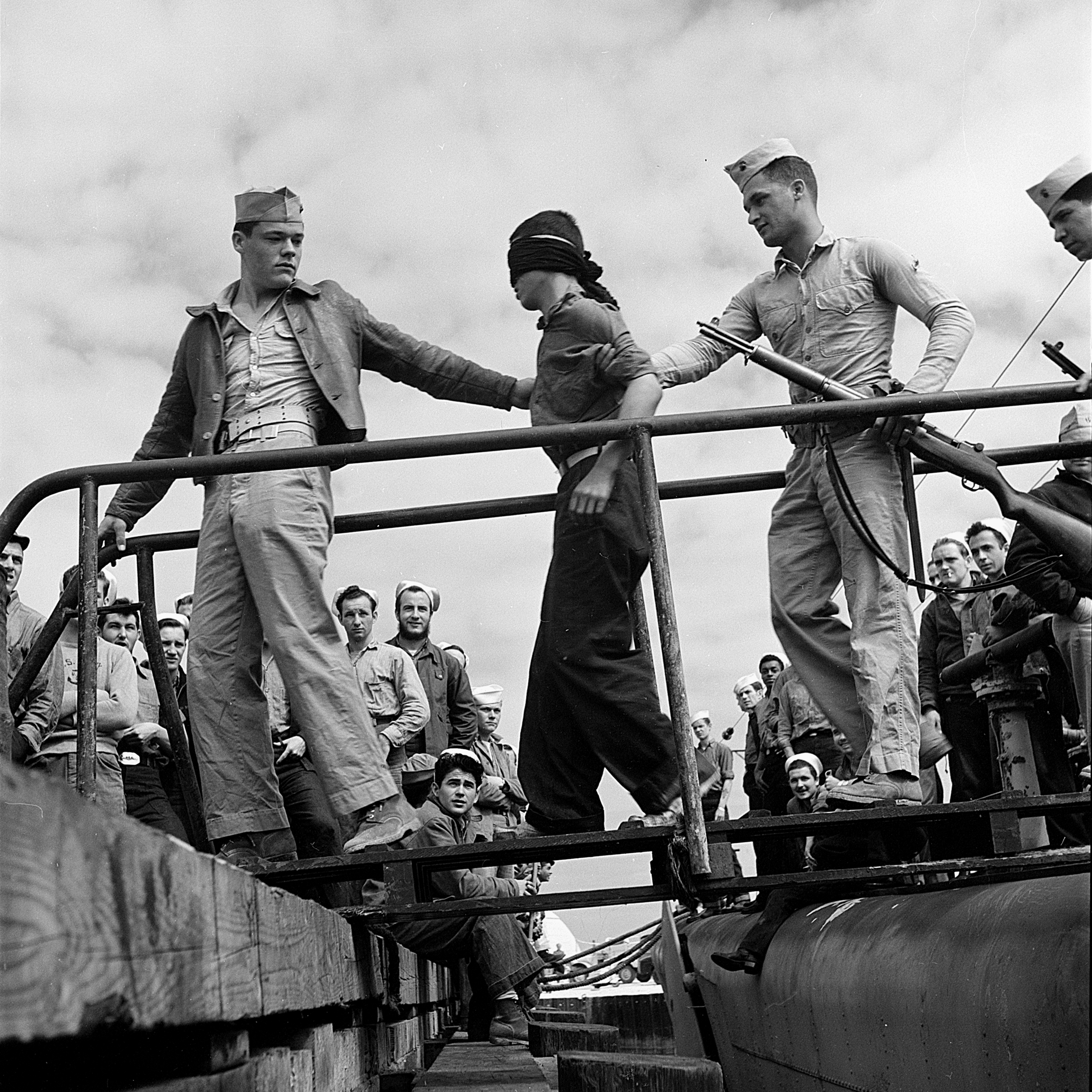
Horace Bristol: Vyloďování japonských zajatců, květen 1945

Do Japonska cestovali za snímky fotografové z celého světa. Řada autorů publikuje své knihy v japonštině, případně získává japonská ocenění. Hodně fotografů se zaměřilo na japonské občany žijící v zahraničí, hlavně během 2. světové války.
V letech 1971–1973 William Eugene Smith žil a fotografoval se svou ženou v Minamatě, japonském rybářském městě, jehož obyvatelé trpěli otravou rtutí, kterou do moře vypouštěla chemická továrna Chisso Corporation. Jejich fotografie byly otištěny ve významných světových denících a časopisech. Továrna nakonec musela vyplatit obětem odškodné a udělat příslušná opatření k zastavení znečišťování životního prostředí.
Herbert Ponting fotografoval v Japonsku krajinu, architekturu, tradice, portréty, reportážní snímky pořídil z rusko-japonské války (1904–1905), v roce 1910 vydal ilustrovanou knihu In Lotus-land Japan.
Během druhé světové války, kdy Japonsko zaútočilo na Pearl Harbor v USA fungoval Fotografický útvar letectva vojenských námořních sil (Naval Aviation Photographic Unit), který vedl Edward Steichen. Jejich snímky vycházely v časopisech jako Time, Fortune, Sunset a National Geographic. Tato skupina fotografů dokumentovala a propagovala svou činnost v oblasti letectví a Steichen do ní přijímal ty nejtalentovanější fotografy. Členy byli například Horace Bristol, Charles Fenno Jacobs nebo Victor Jorgensen. Bristol, stejně jako ostatní fotografové v Naval Aviation Photographic Unit, se podle Steichenovy rady soustředili na lidskou stránku moderní války. Snímky Bristola zachycují ponížení japonských zajatců na palubě letadlové lodi.
War Relocation Authority byl orgán odpovědný za internaci a stěhování japonských Američanů během druhé světové války a jeho součástí bylo fotografické oddělení WRA Photographic Section. Její členové pořizovali obrazovou dokumentaci ze života lidí v internačních táborech a byla to řada významných autorů, jako například Dorothea Lange, Hikaru Iwasaki, Clem Albers, Tom Parker, Charles E. Mace, Ansel Adams, Joe McClelland nebo Francis Stewart. Na fotografie dohlížel stát, například snímky Dorothey Langeové byly tak zřetelně kritické, že je armáda zabavila. Jako většina fotožurnalistů své doby používali fotoaparát formátu 4" × 5". Nejpopulárnějším typem byl Speed Graphic, který byl vybaven dálkoměrem, hledáčkem a někdy také rychlým měničem filmu.
V roce 1952 pobýval v Japonsku Werner Bischof, podnikl tři cesty do Koreje, dva měsíce pracoval v Hongkongu pro časopis Match. Další rok nashromáždil materiál pro zvláštní vydání časopisu Du – People in the Far East a pro knihu Japonsko. Byl svědkem korunovace císaře Hirohita a právě snímek holčičky a chlapce očekávajících velkou událost patří k jeho nejsilnějším záběrům.

## Čeští fotografové v Japonsku
Své fotografie z Japonska vydal v několika knihách také Jindřich Štreit, například Japonsko-Lidé z Akagi (1996) nebo Japonsko 1995 – Návraty (2008).
Jan Saudek v Japonsku často vystavoval, je také držitelem japonské ceny města Higašikawy.

## Galerie

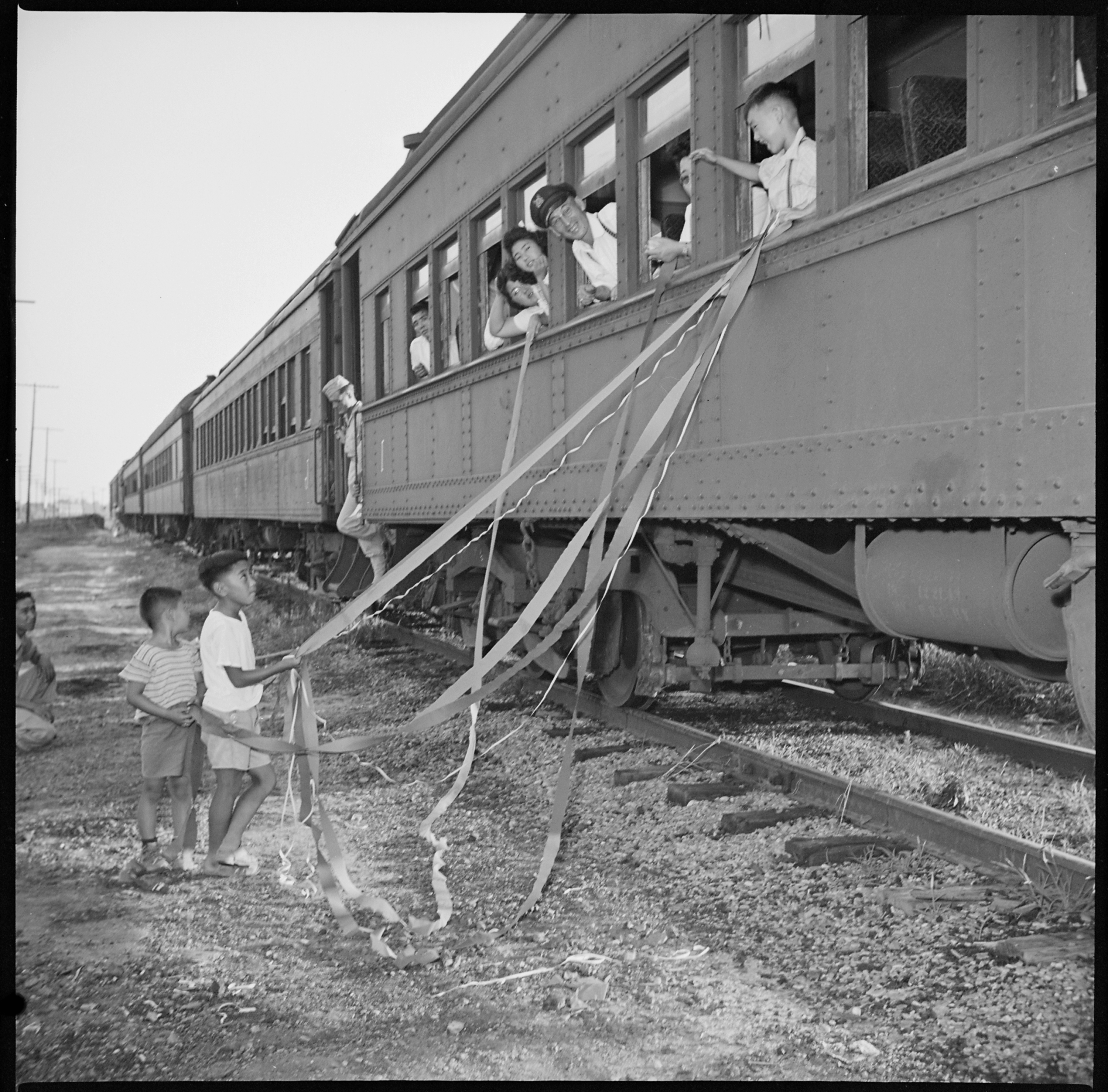
Charles E. Mace: Zavírání Jerome Relocation Center, Denson, Arkansas, 19. června 1944
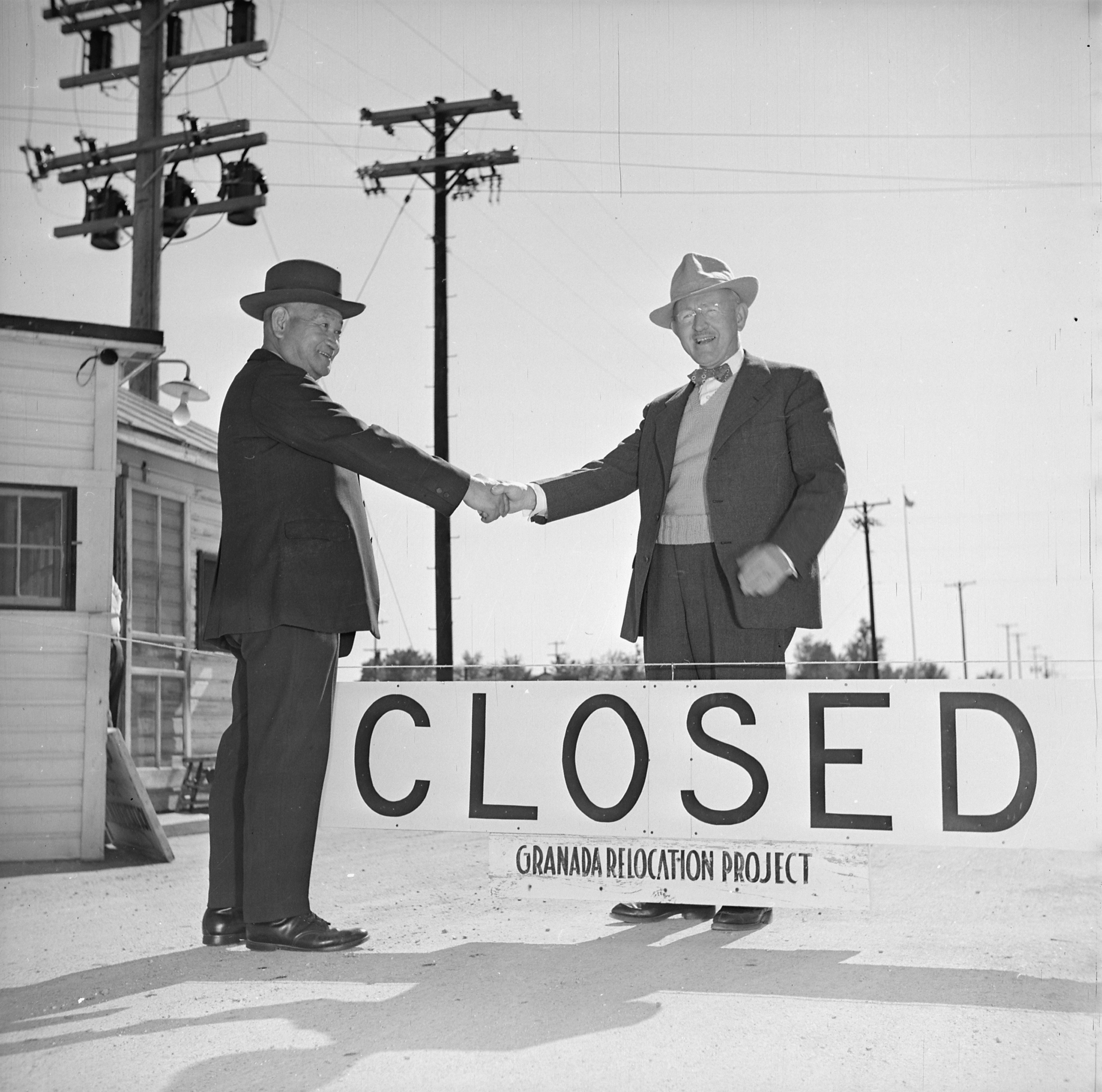
Hikaru Iwasaki: Šúiči Jamamoto, poslední evakuovaný, opouští kemp Amache, Granada Relocation Center, Colorado, 15. října 1945

## Ocenění
Fotografická ocenění udělovaná v Japonsku:
- Cena Kena Domona je udělována renomovanému fotografovi jako odměna za publikaci v oblasti dokumentární fotografie.
- Cena za fotografii Ihei Kimury je každoročně udělována jednomu nebo více mladým fotografům.
- Cena Higašikawy je fotografické ocenění pojmenované podle japonského města Higašikawa na ostrově Hokkaidó. Ocenění je udělované každoročně od roku 1985 domácím i zámořským fotografům. Ceny Zámořský a Domácí fotograf jsou dotovány ve výši 500 000 jenů a ceny Nový fotograf a Speciální ceny jsou dotovány ve výši 300 000 jenů.
- Cena Nobua Iny je udělována každý rok na výstavní akci Nikon Salon a je sponzorována společností Nikon.
- Cena Džuna Mikiho je také sponzorována společností Nikon a skládá se z trofeje znázorňující "nekonečno" od Asahika Jamady, peněžní odměny 300 000 jenů a fotoaparátu Nikon.
- Cena inspirace Džuna Mikiho je obvykle udělována dvěma fotografům za nejkreativnější a nejpozoruhodnější práce vystavené v průběhu akce Nikon Salon Juna21.

## Organizace

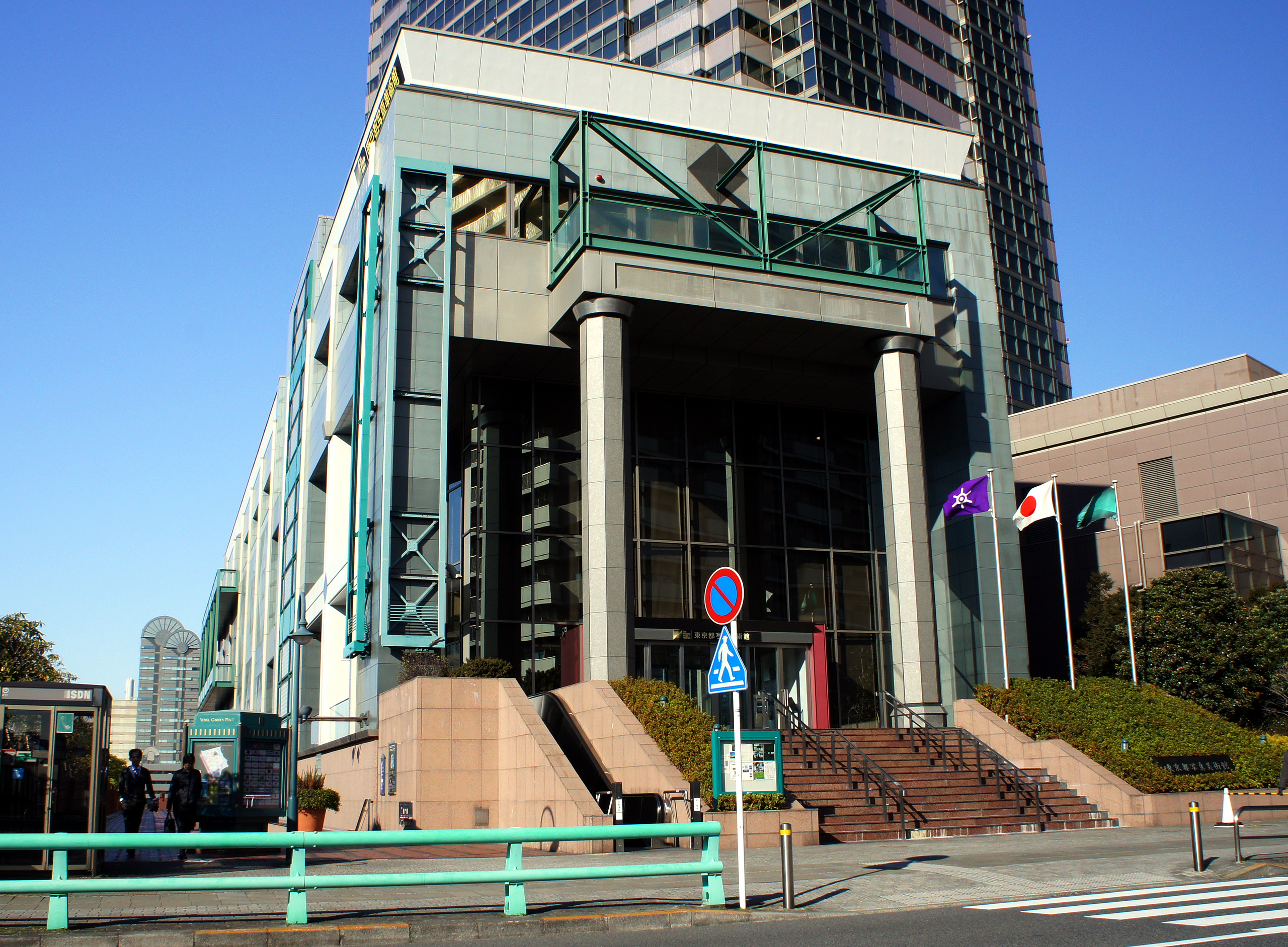
Tokijské metropolitní muzeum fotografie, 2011

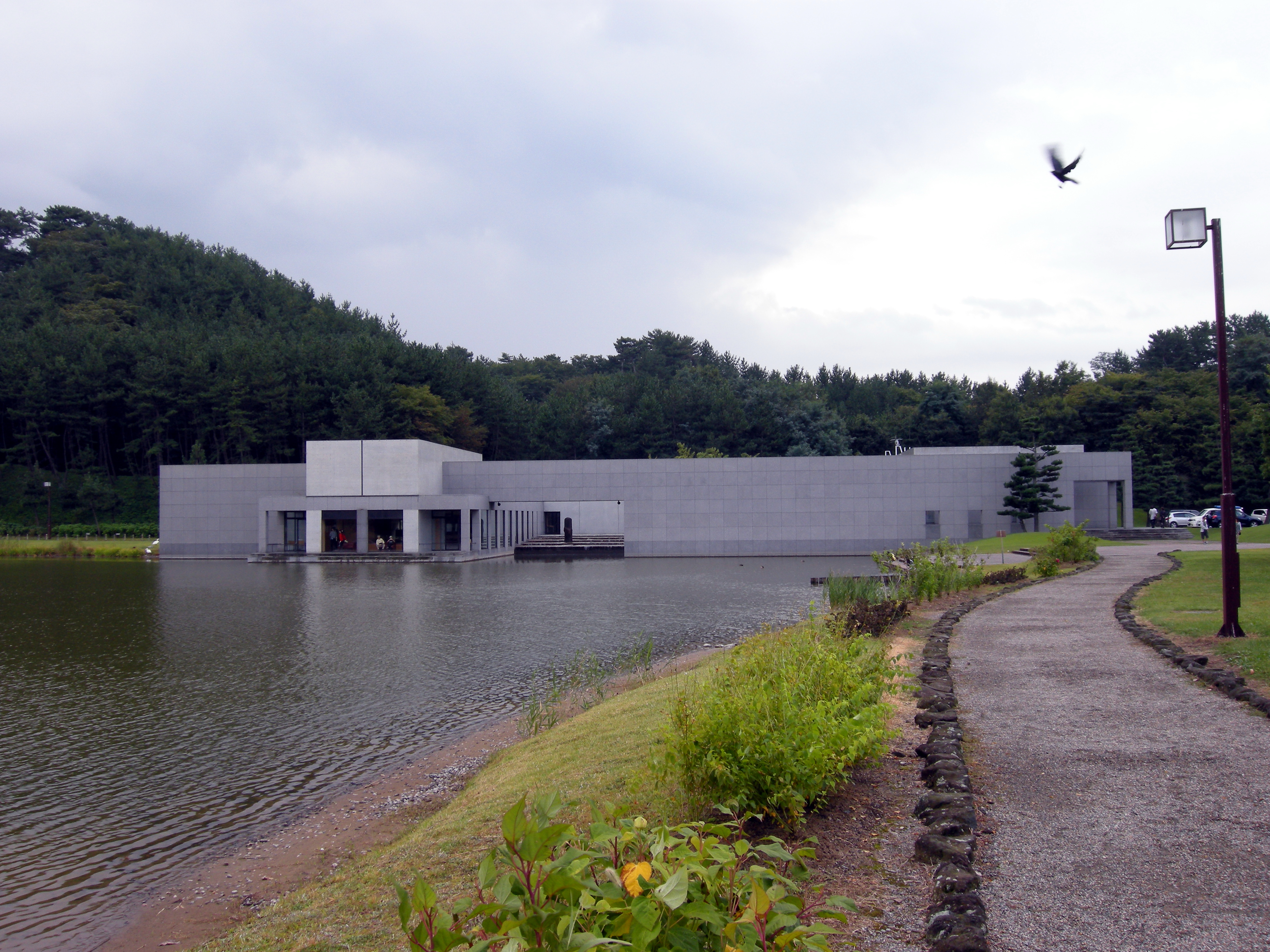
Muzeum fotografie Kena Domona, 2009

Fotografické společnosti, organizace a instituce v Japonsku:
Muzea
- Muzeum fotografie Kena Domona (土門拳記念館 Domon Ken kinenkan)
- Muzeum fotografie Šódži Ueda (植田正治写真美術館 Ueda Šódži šašin bidžucukan)
- Kjósatské muzeum fotografie (清里フォトアートミュージアム)
- Tokijské metropolitní muzeum fotografie (東京都写真美術館 Tókjó-to Šašin Bidžucukan)

Organizace
- Camera & Imaging Products Association (CIPA, 有限責任中間法人カメラ映像機器工業会 Yúgen-sekinin-chúkan-hójin Kamera Eizó-kiki Kógyókai)
- Japonská společnost reklamních fotografů (日本広告写真家協会 Nihon Kókoku-Šašinka Kyókai)
- Japonská fotografická společnost (19. století) (日本写真会[72] Nihon Šašinkai)
- Japonská fotografická společnost (1924–) (日本写真会[72] Nihon Šašinkai)
- Japonská fotografická společnost (日本写真協会 Nihon Šašin Kjókai)
- Japonská společnost profesionálních fotografů (日本写真家協会 Nihon šašinka Kjókai)
- Raika Dómei (ライカ同盟, aliance Leica)
- Fotografický klub Tampei (丹平写真倶楽部)
- Vivo (v esperantu Život)

Fotografické školy
- Tokijská škola fotografie Vysoká škola fotografická v Tokiu (東京綜合写真専門学校 Tókyó Sógó Šašin Senmon-Gakkó)
- Tokyo Photo Academy
- Univerzita Nihon
- Tokijská polytechnická univerzita
- Univerzita umění v Ósace
- Univerzita Kjúšú Sangjó
- Vizuální umění v Tokiu
- Nipponský fotografický institut
- Kuwasawa Design Institute
- Visual Arts College Osaka
- Japan Photography and Imaging College

Časopisy
- Asahi Camera
- Nippon Camera
- Camera Mainiči

## Výrobci

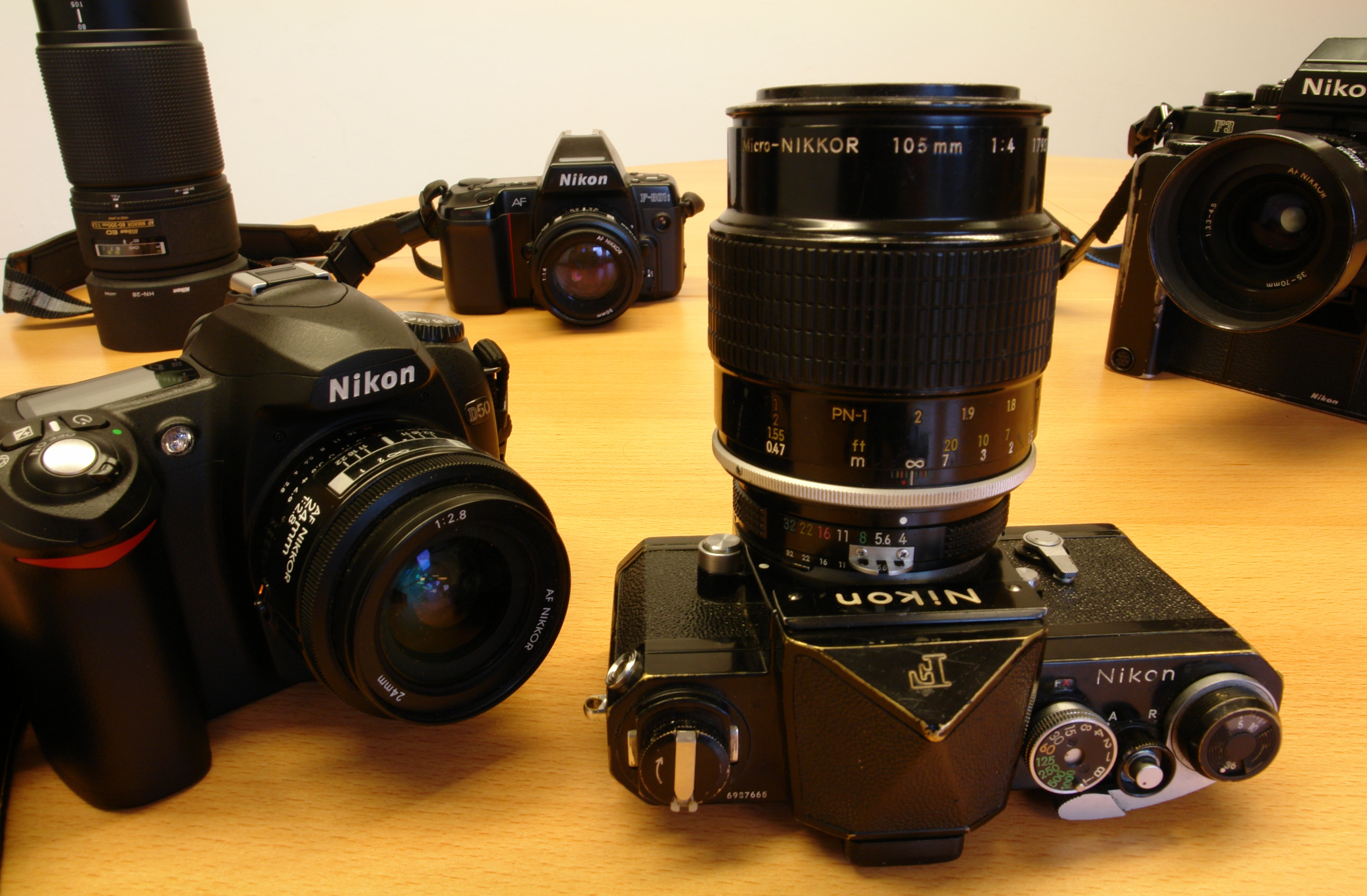
Fotoaparáty Nikon

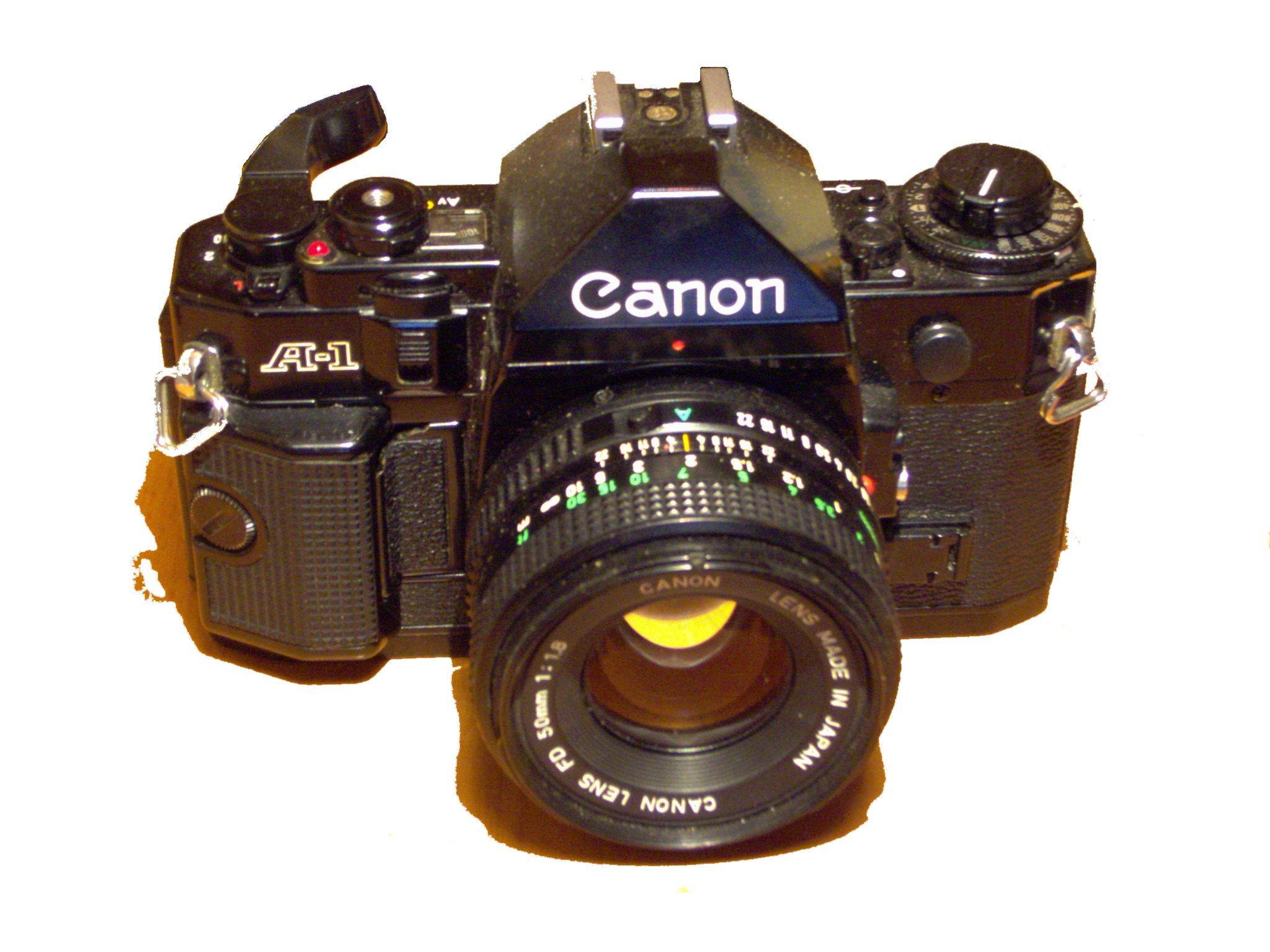
Zrcadlovka Canon A1

- Nikon je jedním z předních světových výrobců klasických i digitálních fotoaparátů a fotografické optiky. Současný největší japonský rival Nikonu na poli fotografické techniky, firma Canon, ve svých prvních aparátech v letech 1935–1948 používala výhradně optiku Nikkor. Dnes jsou fotoaparáty obou firem prakticky nekompatibilní.
- Canon je předním světovým výrobcem optických přístrojů a kancelářských zařízení, jako jsou fotoaparáty, tiskárny a kopírky. První fotoaparáty byly klony hledáčkových přístrojů Leica s několika vylepšeními, jako bylo například měnitelné zvětšení hledáčku. Zpočátku Canon neměl vlastní továrnu na optiku, a tak používal objektivy od Nikonu. V roce 1948 začala firma vyrábět vlastní optiku pod značkou Serenar. V roce 1987 uvedla firma na trh systém zrcadlovek EOS, který se rozvíjí dodnes. První kinofilmovou zrcadlovkou nového systému byl Canon EOS 650. V roce 2000 společnost představila první digitální zrcadlovku Canon EOS D30.
- Fujifilm je japonský největší světový výrobce fotoaparátů a filmů.[73] Později firma začala vyrábět i vyvolávací zařízení a tiskárny.

- Sony je jedna z největších mediálních korporací, její hlavní centrum je v japonském Tokiu známá svými digitálními fotoaparáty Cyber-shot a Sony α.
- Pentax byla dlouholetá firma vyrábějící fototechniku. Společnost byla 31. března 2008 včleněna do firmy Hoya Corporation. Firma Pentax byla 1. října 2011 prodána společnosti Ricoh Company, Ltd. V současné době Pentax pokračuje ve výrobě digitálních zrcadlovek, kompaktních fotoaparátů, objektivů a dalekohledů.
- Olympus je japonská společnost specializující se na optiku a zobrazování. Olympus byl založen roku 1919 a jeho centrála je v Tokiu, v Japonsku. Americká centrála se nachází ve městě Allentown v Pensylvánii, evropská pak v německém Hamburku. Společnost je pojmenována po hoře Olymp, domovu bohů v řecké mytologii.
- Minolta byl japonský světový výrobce fotoaparátů, fotopříslušenství, fotokopírek, faxů a laserových tiskáren. Minoltu založil Nichi-Doku Shashinki Shōten v japonské Osace roku 1928. Roku 2003 se sloučila s firmou Konica a začala používat označení Konica Minolta. Začátkem roku 2006 oznámila svůj odchod z divize foto-video.
- Sigma Corporation je japonská firma založená v roce 1961, vyrábějící fotografickou techniku – fotoaparáty, objektivy, blesky a další fotografické příslušenství. Především je známa jako výrobce objektivů, kompatibilních s fotoaparáty jiných velkých výrobců (Canon, Nikon, Pentax, Konica Minolta, Sony, Olympus).
- Contax je obchodní značka, která vyrábí klasické 35mm a středoformátové fotoaparáty a digitální fotoaparáty. Fotoaparáty vyrábí japonská firma Kyocera, optické prvky vyrábí firma Zeiss. Dne 12. dubna 2005 společnost Kyocera oznámila zastavení výroby fotografické značky Contax.
- Konica byl japonský výrobce celé řady produktů, fotografických filmů, fotografických filmových kamer, příslušenství pro fotoaparáty, fotografických a filmových zařízení, kopírek, faxů a laserových tiskáren. V roce 2003 se společnost spojila s japonskou společností Minolta pod novým názvem Konica Minolta. Společnost sleduje svou historii sahající až do roku 1873 (ještě před datováním společnosti Kodak ve fotografickém průmyslu), kdy lékárník Rokusaburó Sugiura začal prodávat fotografické materiály v obchodě Konišija Rokubé, v té době největšího lékárníka v Tokiu.[74]